# Liste der Biografien/Luc
Liste der Biografien |
Portal Biografien |
Personensuche
# |
A |
B |
C |
D |
E |
F |
G |
H |
I |
J |
K |
L |
M |
N |
O |
P |
Q |
R |
S |
T |
U |
V |
W |
X |
Y |
Z |
?
 
La |
Lb |
Lc |
Le |
Lg |
Lh |
Li |
Lj |
Ll |
Lm |
Lo |
Lp |
Lt |
Lu |
Lv |
Lw |
Lx |
Ly |
Lz
 
Lua |
Lub |
Luc |
Lud |
Lue |
Luf |
Lug |
Luh |
Lui |
Luj |
Luk |
Lul |
Lum |
Lun |
Luo |
Lup |
Luq |
Lur |
Lus |
Lut |
Luu |
Luv |
Luw |
Lux |
Luy |
Luz
Die Liste der Biografien führt alle Personen auf, die in der deutschsprachigen Wikipedia einen Artikel haben. Dieses ist eine Teilliste mit 832 Einträgen von Personen, deren Namen mit den Buchstaben „Luc“ beginnt.

## Luc
- Lục Xuân Hưng (* 1995), vietnamesischer Fußballspieler
- Luc, Henri (1855–1925), französischer Hals-Nasen-Ohren-Arzt
- Luc, Sylvain (1965–2024), französischer Jazz-Gitarrist

### Luca
- Luca de Tena, Juan Ignacio (1897–1975), spanischer Herausgeber der Zeitschrift ABC
- Luca di Tommè, italienischer Maler
- Luca, Andre de († 1658), italienisch-schweizerischer Steinmetzmeister des Barock
- Luca, Carlos Gustavo de (* 1962), argentinischer Fußballspieler
- Luca, Ciro de (* 1970), österreichischer Schauspieler, Comedian, AutorCiro de Luca (* 1970)

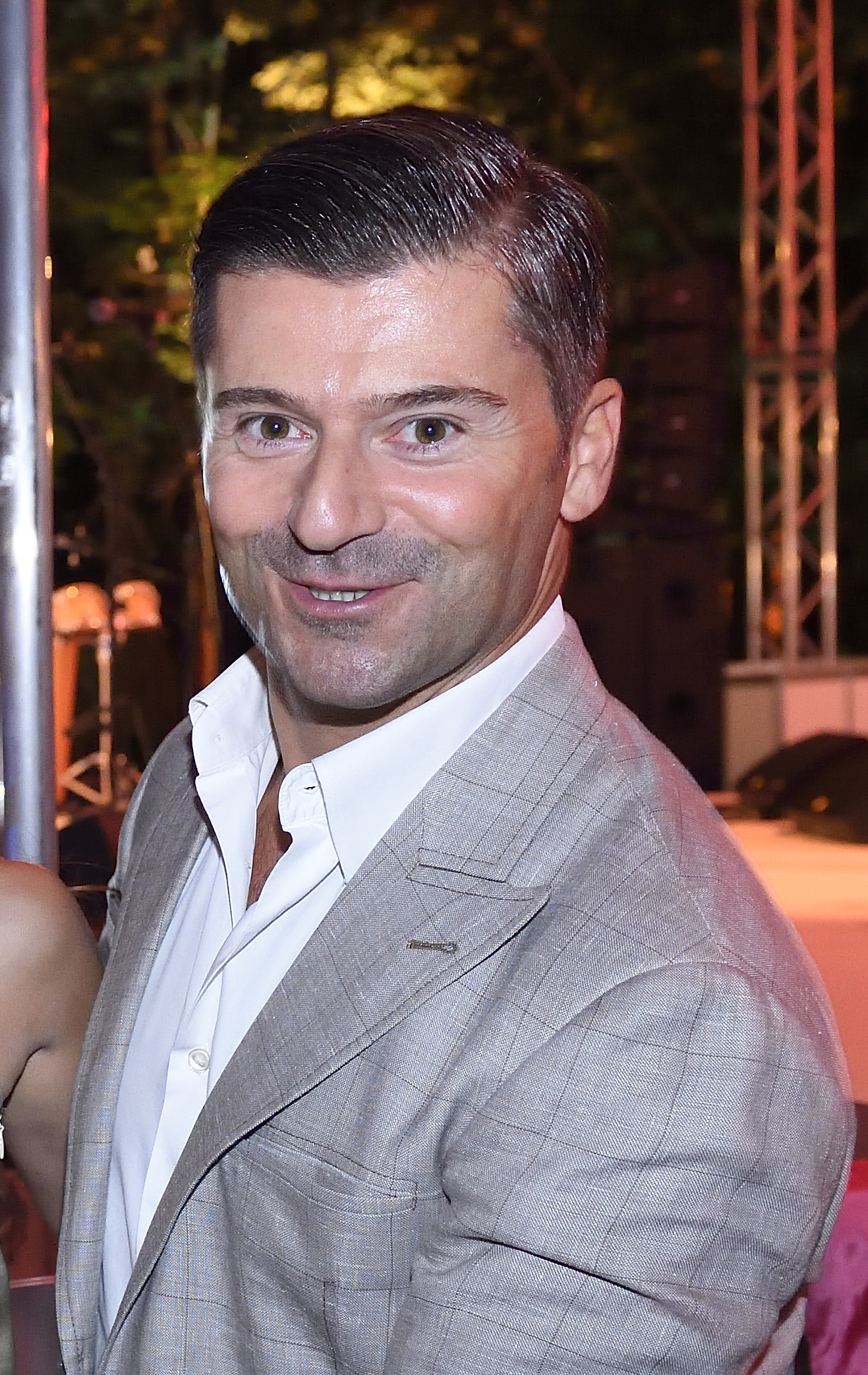
Ciro de Luca (* 1970)

- Luca, Damian (* 1936), rumänischer Musiker
- Luca, Dia (1912–1975), österreichische Tänzerin, Ballettmeisterin und Tanzpädagogin
- Luca, Domenico De (1928–2006), tunesischer Geistlicher, römisch-katholischer Erzbischof und Diplomat des Heiligen Stuhls
- Luca, Elisabetta De (* 1969), italienisch-österreichische Autorin
- Luca, Emilia (* 1969), rumänische und deutsche Handballspielerin
- Luca, Florin (* 1978), rumänischer Handballspieler
- Luca, Ignaz de (1746–1799), österreichischer Staatsrechtler, Schriftsteller und Statistiker
- Luca, Ioana (* 1977), deutsch-rumänische Malerin und Bildhauerin
- Lucá, Iván (* 1992), argentinischer Pokerspieler
- Luca, Medardus (1935–2016), deutscher Fußballschiedsrichter
- Luca, Mircea (1921–2008), rumänischer Fußballspieler
- Luca, Olmstead (1826–1869), liberianischer Komponist und Pianist
- Luca, Regina (* 1988), kirgisisch-deutsche Tänzerin
- Luca, Renate (* 1946), deutsche Medienpädagogin
- Luca, Sergiu (* 1982), rumänischer Tänzer und Tanzsporttrainer
- Luca, Stephan (* 1974), deutscher SchauspielerStephan Luca (* 1974)

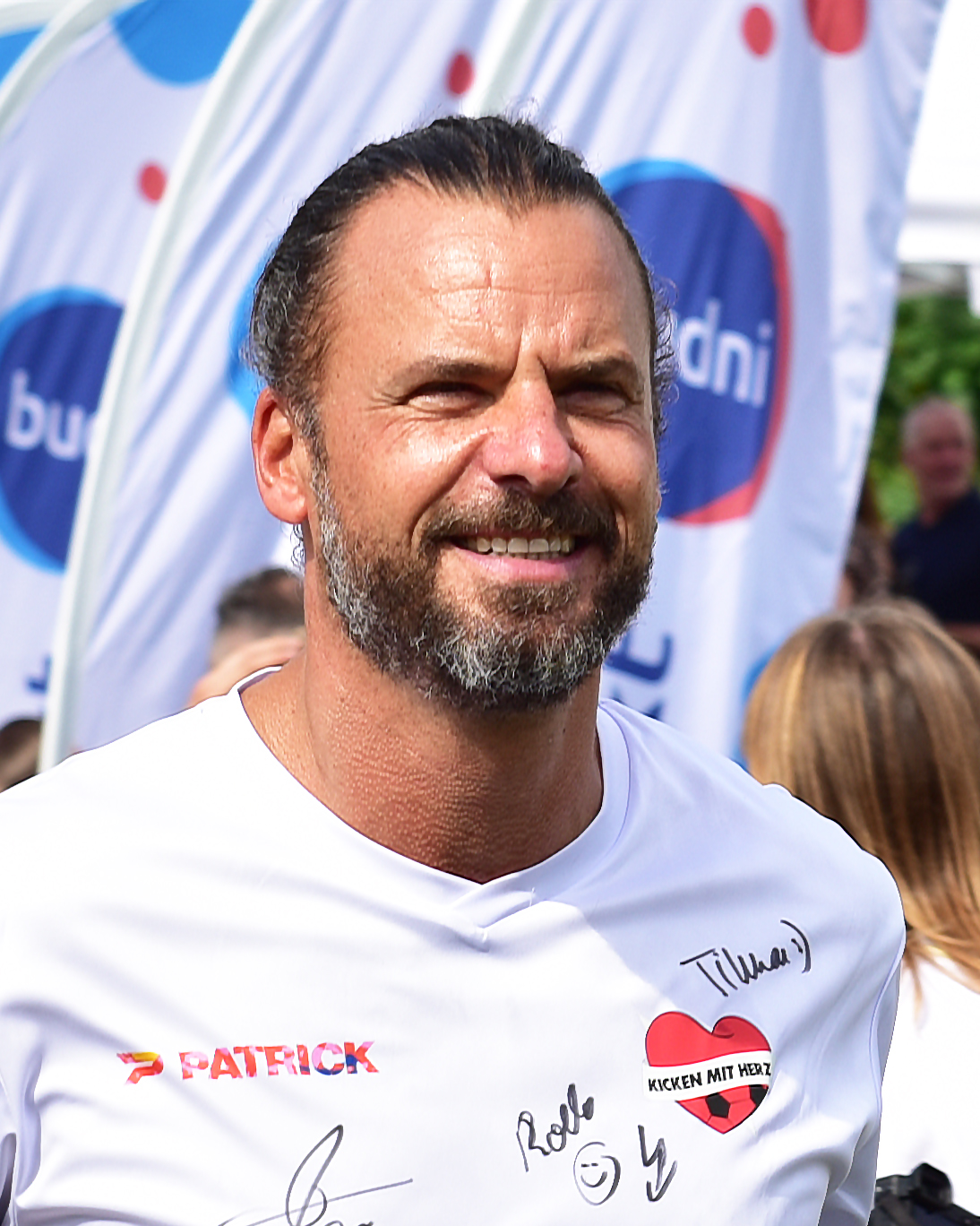
Stephan Luca (* 1974)

- Luca, Susann de (* 1978), deutsche Radio- und Fernsehmoderatorin
- Luca, Tom, deutscher Synchronsprecher, Popsänger und Musikproduzent
- Luca, Vasile (1898–1963), rumänischer Politiker (PCR/PMR)
- Luca-Meițoiu, Nicoleta (* 1969), rumänische Pianistin
- Lucaciu, Antonio (* 1987), deutscher Pop- und Jazzmusiker (Saxofon, Komposition)
- Lucaciu, Robert (* 1988), deutscher Jazzmusiker
- Lucaciu, Simon (* 1998), deutscher Jazz- und Improvisationsmusiker (Piano, Komposition)
- Lucado, Max (* 1955), US-amerikanischer Pastor (Gemeinde Christi) und BuchautorMax Lucado (* 1955)

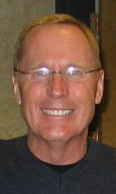
Max Lucado (* 1955)

- Lucadou, Armand von (1826–1911), preußischer Generalleutnant
- Lucadou, Franz von (1783–1860), preußischer Generalleutnant, Kommandeur der 11. Infanterie-Brigade
- Lucadou, Julia von (* 1982), deutsche Schriftstellerin
- Lucadou, Ludwig Moritz von (1741–1812), preußischer Offizier, zuletzt Generalmajor
- Lucadou, Walter von (* 1945), deutscher Parapsychologe
- Lucae, August (1835–1911), deutscher Arzt und Otologe
- Lucae, Friedrich (1644–1708), reformierter Geistlicher und schlesischer Chronist
- Lucae, Friedrich (1815–1859), deutscher Jurist und Schriftsteller
- Lucae, Johann Christian Gustav (1814–1885), deutscher Arzt und Anatom
- Lucae, Karl (1833–1888), deutscher Germanist und Hochschullehrer
- Lucae, Richard (1829–1877), deutscher Architekt, Direktor der Berliner Bauakademie
- Lucae, Samuel Christian (1787–1821), deutscher Mediziner und Hochschullehrer
- Lucák Čupková, Nicol (* 1992), slowakische Eishockeyspielerin und -trainerin
- Łucak, Jakub (* 1989), polnischer Handballspieler
- Lucam, Anna von (1840–1921), österreichische Sozialarbeiterin und Verbandsfunktionärin
- Lucam, Carl von (1826–1907), österreichischer Bankfachmann
- Lucam, Wilhelm von (1820–1900), österreichischer Bankfachmann
- Lúčan, Matej (1928–1996), tschechoslowakischer Minister und Parteifunktionär
- Lucander, Robert (* 1962), finnischer Künstler
- Lucano, Domenico (* 1958), italienischer Politiker und Menschenrechtsaktivist
- Lucanus, Friedrich (1793–1872), Apotheker, Kunstliebhaber und Restaurator
- Lucanus, Friedrich von (1869–1947), deutscher Tierpsychologe und Autor
- Lucanus, Hermann von (1831–1908), preußischer Staatsrat und Chef des Geheimen Zivilkabinetts
- Lucanus, Lucius Attius, römischer Offizier (Kaiserzeit)
- Lucanus, Marcus Annaeus (39–65), römischer Dichter und Neffe Senecas
- Lucar, Elizabeth (1510–1537), englische Kaufmannsfrau und Kalligraphin
- Lucarelli, Alessandro (* 1977), italienischer Fußballspieler
- Lucarelli, Carlo (* 1960), italienischer Krimi-SchriftstellerCarlo Lucarelli (* 1960)

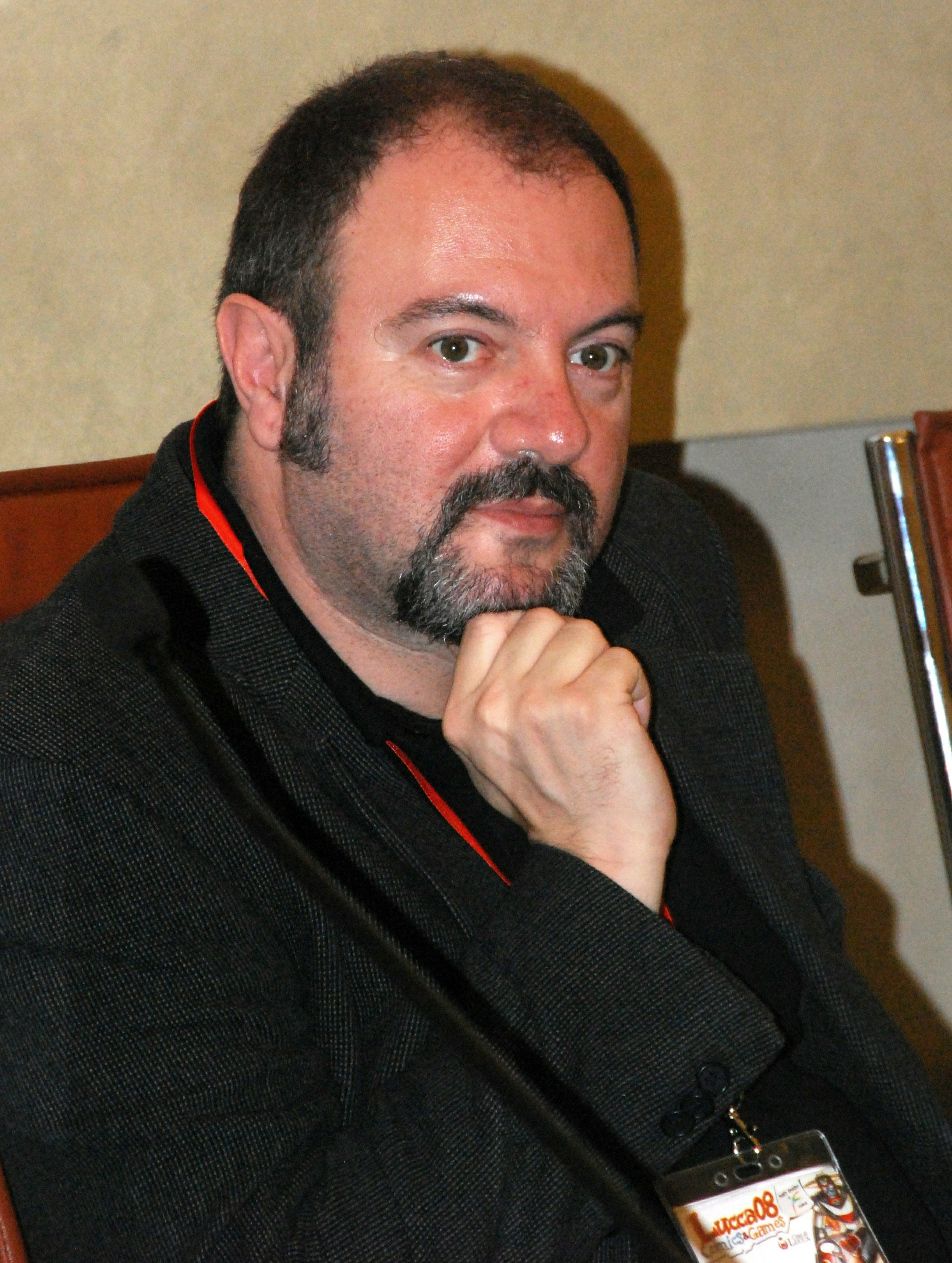
Carlo Lucarelli (* 1960)

- Lucarelli, Cristiano (* 1975), italienischer FußballspielerCristiano Lucarelli (* 1975)

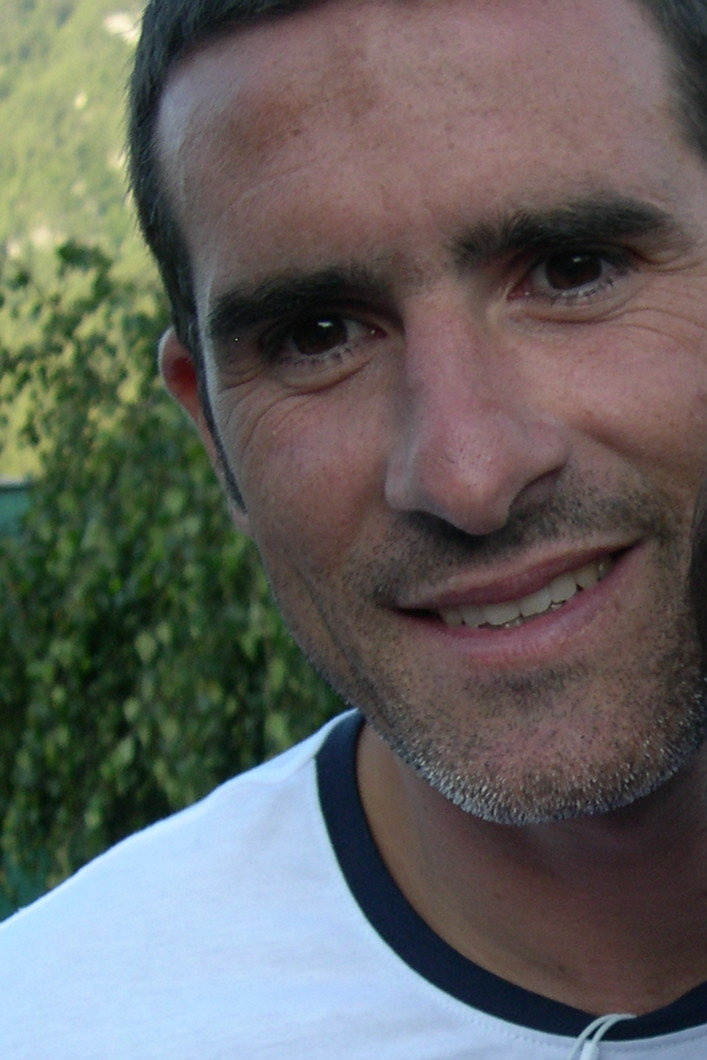
Cristiano Lucarelli (* 1975)

- Lucarelli, Delio (1939–2024), italienischer römisch-katholischer Geistlicher und Bischof von Rieti
- Lucarelli, Vittorio (1928–2008), italienischer Florettfechter
- Lucas (* 1992), brasilianischer Fußballspieler
- Lucas Fernandes, Caio (* 1994), brasilianischer Fußballspieler
- Lucas Galvão (* 1991), brasilianischer Fußballspieler
- Lucas García, Fernando Romeo (1924–2006), guatemaltekischer General und Präsident
- Lucas Gauricus (1476–1558), Mathematiker und Astronom des Spätmittelalters
- Lucas Rangel (* 1994), brasilianischer Fußballspieler
- Lucas Ribamar (* 1997), brasilianischer Fußballspieler
- Lucas Velázquez, Eugenio (1817–1870), spanischer Maler
- Lucas, Adolf (1862–1945), Landrat des Landkreises Solingen
- Lucas, Agustín (* 1985), uruguayischer Fußballspieler und Schriftsteller
- Lucas, Al (1916–1983), kanadischer Jazzbassist
- Lucas, Alexander (1857–1920), deutscher Jurist, Industrieller und Parlamentarier
- Lucas, Andreas (* 1963), deutscher Komponist, Musikproduzent, Filmemacher und Unternehmer
- Lucas, Anthony (* 1965), australischer Regisseur, Animator und Filmproduzent für Animationsfilme
- Lucas, Anthony Francis (1855–1921), kroatisch-US-amerikanischer Ölforscher
- Lucas, August (1803–1863), deutscher Graphiker und Landschaftsmaler
- Lucas, Botho (1923–2012), deutscher Akkordeonist, Komponist und Chorleiter
- Lucas, Bryan (* 1978), US-amerikanischer Basketballspieler
- Lucas, Buddy (1914–1983), US-amerikanischer Jazz- und Rhythm-&-Blues-Musiker (Mundharmonika, Tenorsaxophon, Gesang, Songwriter und Bandleader)
- Lucas, Bunny (1857–1923), englischer Cricketspieler
- Lucas, Carlos (1930–2022), chilenischer Boxer
- Lucas, Caro (1949–2010), iranischer Wissenschaftler
- Lucas, Caroline (* 1960), britische Politikerin (Green Party), Mitglied des House of Commons, MdEP
- Lucas, Ceil (* 1951), US-amerikanische Linguistin
- Lucas, Clarence (1866–1947), kanadischer Komponist, Dirigent und Musikpädagoge
- Lucas, Clyde, US-amerikanischer Jazz-Musiker und Bigband-Leader
- Lucas, Cornel (1920–2012), britischer Fotograf
- Lucas, Craig (* 1951), US-amerikanischer Theaterdramaturg, Drehbuchautor und Filmregisseur
- Lucas, Cristina (* 1973), spanische Künstlerin
- Lucas, Curt (1888–1960), deutscher Schauspieler
- Lucas, Dan (* 1954), deutscher Rocksänger und -gitarristDan Lucas (* 1954)

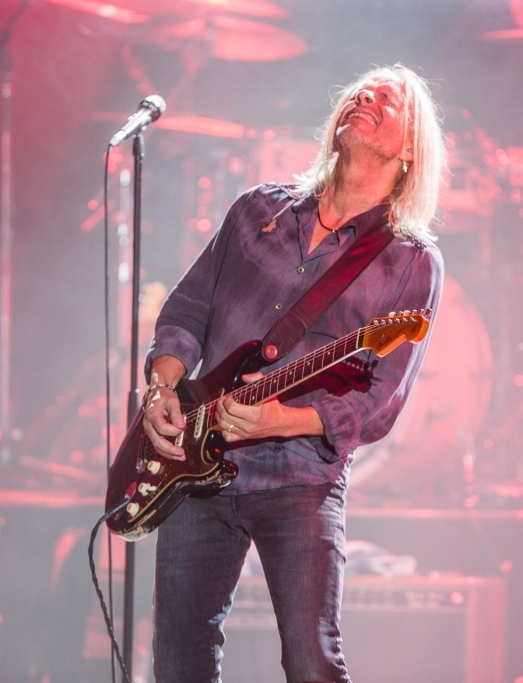
Dan Lucas (* 1954)

- Lucas, Di (* 1950), neuseeländische Landschaftsarchitektin und Umweltplanerin
- Lucas, Donald William (1905–1985), britischer Gräzist
- Lucas, Édouard (1842–1891), französischer Mathematiker
- Lucas, Eduard (1816–1882), deutscher Pomologe
- Lucas, Edward (1780–1858), US-amerikanischer Politiker
- Lucas, Edward (* 1962), britischer Journalist
- Lucas, Engelbertus (1785–1870), niederländischer Politiker und Admiralleutnant
- Lucas, Enrique de (* 1979), spanischer Fußballspieler
- Lucas, Erhard (1937–1993), deutscher Historiker
- Lucas, Éric (* 1971), kanadischer Boxer
- Lucas, Fielding (1781–1854), US-amerikanischer Kartograf, Verleger und Künstler
- Lucas, Françoise (* 1939), französische Eisschnellläuferin
- Lucas, Frank (1930–2019), US-amerikanischer Gangsterboss und Drogenhändler
- Lucas, Frank (* 1960), US-amerikanischer Politiker
- Lucas, Frank E. (1876–1948), US-amerikanischer Politiker
- Lucas, Franz (1911–1994), deutscher KZ-Arzt
- Lucas, Franz D. (1921–1998), deutscher Kaufmann und Historiker
- Lucas, Frederic (1852–1929), US-amerikanischer Biologe und Museumsdirektor
- Lucas, Friedrich J. (1927–1974), deutscher Historiker und Geschichtsdidaktiker
- Lucas, Gary (* 1952), US-amerikanischer Fusiongitarrist und Songwriter
- Lucas, Georg (1865–1930), deutscher Richter und Politiker
- Lucas, Georg Edmund (1853–1931), deutscher Bauingenieur
- Lucas, George (* 1944), US-amerikanischer Produzent, Drehbuchautor und RegisseurGeorge Lucas (* 1944)

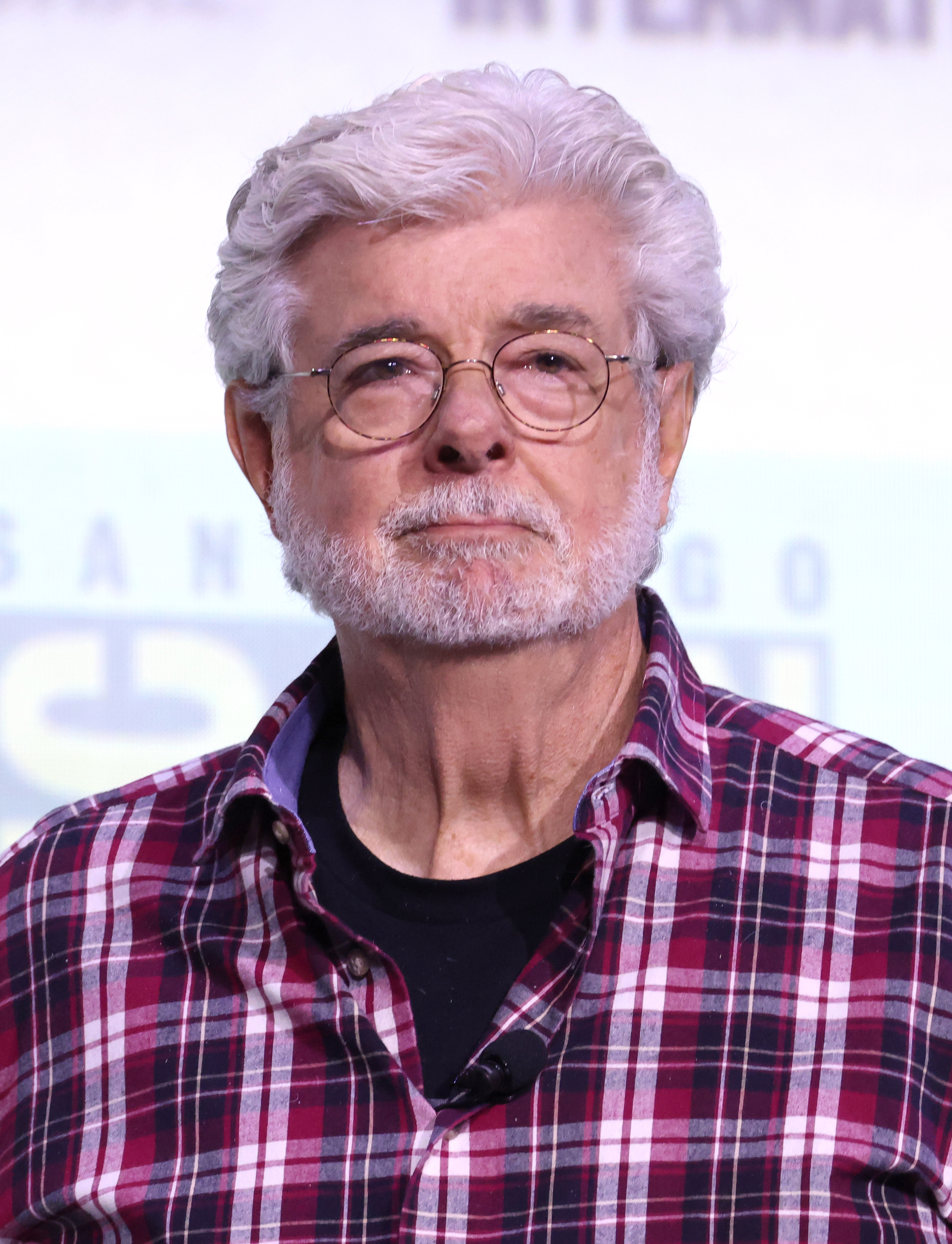
George Lucas (* 1944)

- Lucas, George Joseph (* 1949), US-amerikanischer römisch-katholischer Geistlicher, emeritierter Erzbischof von Omaha
- Lucas, Geralyn (* 1963), US-amerikanische Journalistin und Autorin
- Lucas, Gernot (* 1938), deutscher Architekt
- Lucas, Guido (1964–2017), deutscher Musikproduzent und Musiker
- Lucas, Hans (1865–1939), deutscher Altphilologe und Gymnasiallehrer
- Lucas, Hans-Dieter (* 1959), deutscher Diplomat
- Lucas, Heinz (1920–2016), deutscher Fußballtrainer
- Lucas, Henry († 1663), englischer Geistlicher und Politiker
- Lucas, Henry Lee (1936–2001), US-amerikanischer Serienmörder
- Lucas, Hippolyte (1814–1899), französischer Entomologe und Arachnologe
- Lucas, Howard J. (1885–1963), US-amerikanischer Chemiker
- Lucas, Inah Canabarro (1908–2025), brasilianische Supercentenarian
- Lucas, Isabel (* 1985), australische SchauspielerinIsabel Lucas (* 1985)

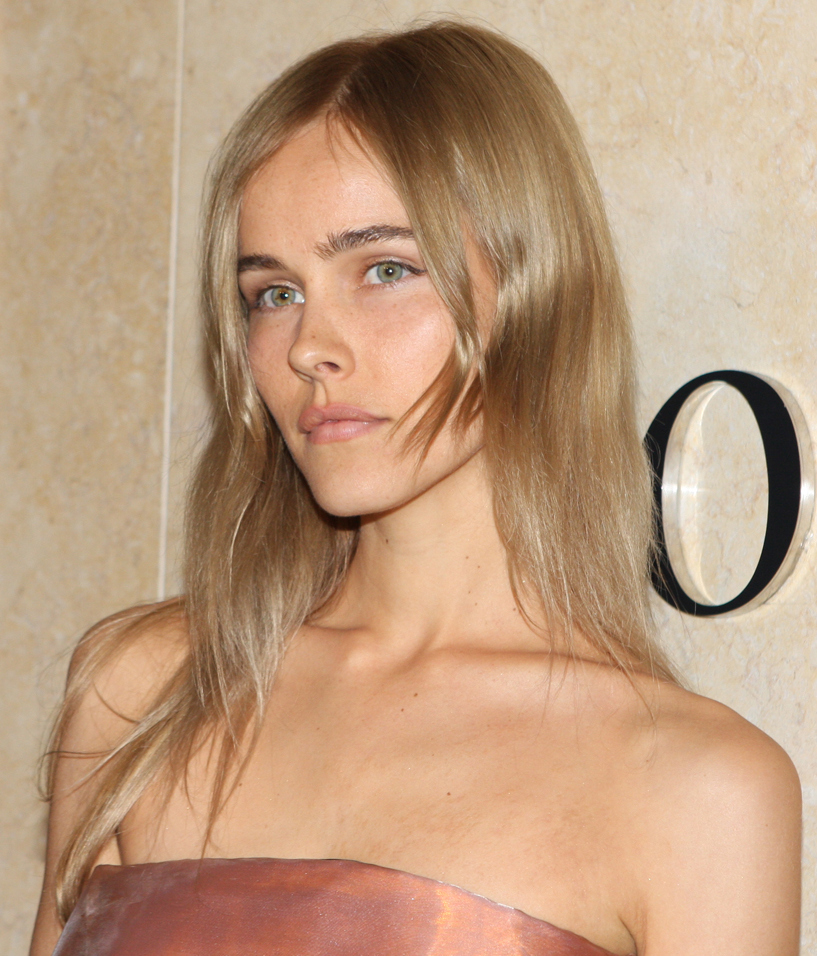
Isabel Lucas (* 1985)

- Lucas, James, britischer Filmproduzent
- Lucas, Jean (1917–2003), französischer Automobilrennfahrer
- Lucas, Jerry (* 1940), US-amerikanischer Basketballspieler
- Lucas, Jessica (* 1985), kanadische Schauspielerin
- Lucas, Johann Gottfried (1685–1748), Bürgermeister von Elberfeld
- Lucas, John Baptiste Charles (1758–1842), französisch-amerikanischer Politiker
- Lucas, John III (* 1982), US-amerikanischer Basketballspieler
- Lucas, John Meredyth (1919–2002), US-amerikanischer Drehbuchautor, Filmregisseur und Filmproduzent
- Lucas, John P (1890–1949), US-amerikanischer Militär, Generalmajor der US Army
- Lucas, John Randolph (1929–2020), britischer Philosoph
- Lucas, John Seymour (1849–1923), englischer Maler
- Lucas, Jon (* 1976), US-amerikanischer Filmregisseur
- Lucas, Josanne (* 1984), Leichtathletin aus Trinidad und Tobago
- Lucas, Josef (1906–1973), deutscher Architekt
- Lucas, Joseph (1850–1894), niederländischer Architekt der Neugotik
- Lucas, Joseph (1875–1949), deutscher Verfasser zahlreicher religiöser Bücher und Schriften
- Lucas, Josh (* 1971), US-amerikanischer SchauspielerJosh Lucas (* 1971)

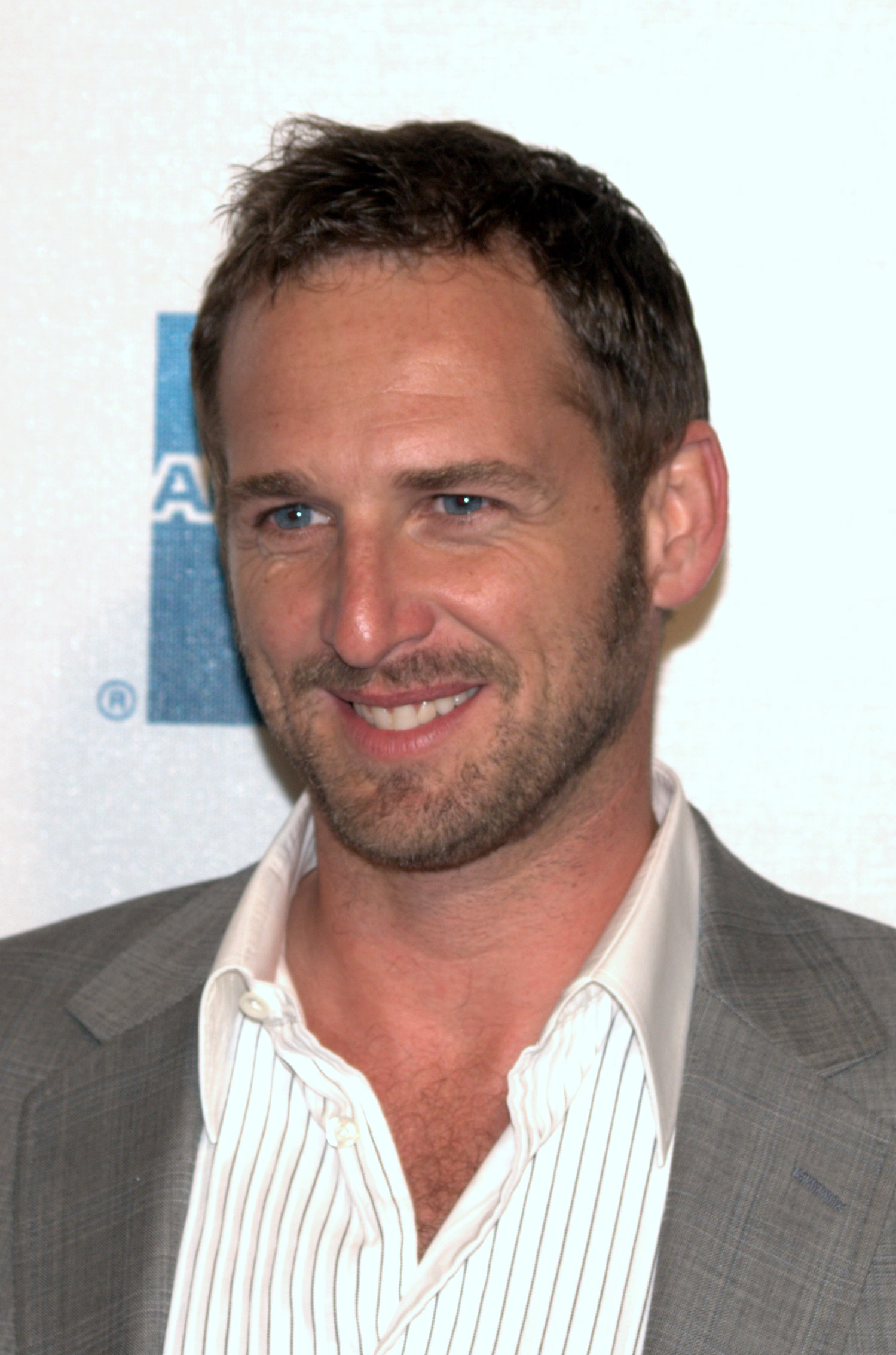
Josh Lucas (* 1971)

- Lucas, Joyner (* 1988), US-amerikanischer Rapper und Sänger
- Lucas, Kathy, US-amerikanische Szenenbildnerin
- Lucas, Keith, US-amerikanischer Drehbuchautor, Schauspieler und Produzent
- Lucas, Kellie (* 1978), australische Badmintonspielerin
- Lucas, Ken (* 1933), US-amerikanischer Politiker
- Lucas, Kenny, US-amerikanischer Drehbuchautor, Schauspieler und Produzent
- Lucas, Klaus (* 1943), deutscher Maschinenbauer und Hochschullehrer
- Lucas, Kurt (1905–1986), deutscher Widerstandskämpfer gegen den Nationalsozialismus und Gewerkschafter (FDGB), MdV
- Lucas, Kyle (* 1986), US-amerikanischer Rapper
- Lucas, Landen (* 1993), US-amerikanischer Basketballspieler und Pokerspieler
- Lucas, Laurent (* 1965), französischer SchauspielerLaurent Lucas (* 1965)

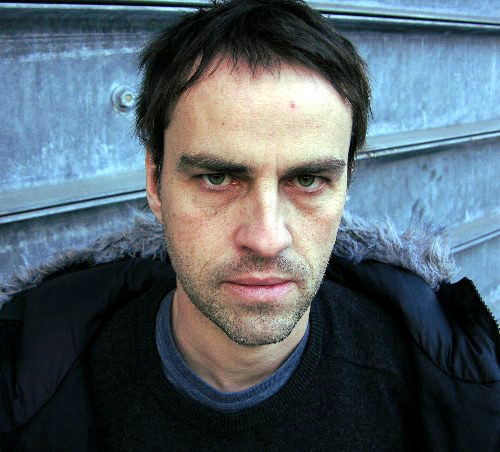
Laurent Lucas (* 1965)

- Lucas, Lazy Bill (1918–1982), US-amerikanischer Bluesmusiker
- Lucas, Leighton (1903–1982), englischer Komponist und Dirigent
- Lucas, Leopold (1872–1943), deutscher Historiker und Rabbiner
- Lucas, Lilly (* 1987), deutsche Romanautorin und Germanistin
- Lucas, Lottie (* 1992), Triathletin aus den Vereinigten Arabischen Emiraten
- Lucas, Lucie (* 1986), französische Schauspielerin
- Lucas, Ludwig (1796–1854), deutscher Lehrer und Schulrat
- Lucas, Manfred (* 1943), deutscher Politiker (SPD), MdL
- Lucas, Marcia (* 1945), US-amerikanische Filmeditorin
- Lucas, Margaret (* 1961), schottische Ingenieurin und Hochschullehrerin
- Lucas, Margaret Bright (1818–1890), englisch-britische Abstinenzlerin und Frauenwahlrechtsaktivistin
- Lucas, Martin (1894–1969), niederländischer Geistlicher, Steyler Missionar und päpstlicher Diplomat
- Lucas, Matt (* 1974), englischer SchauspielerMatt Lucas (* 1974)

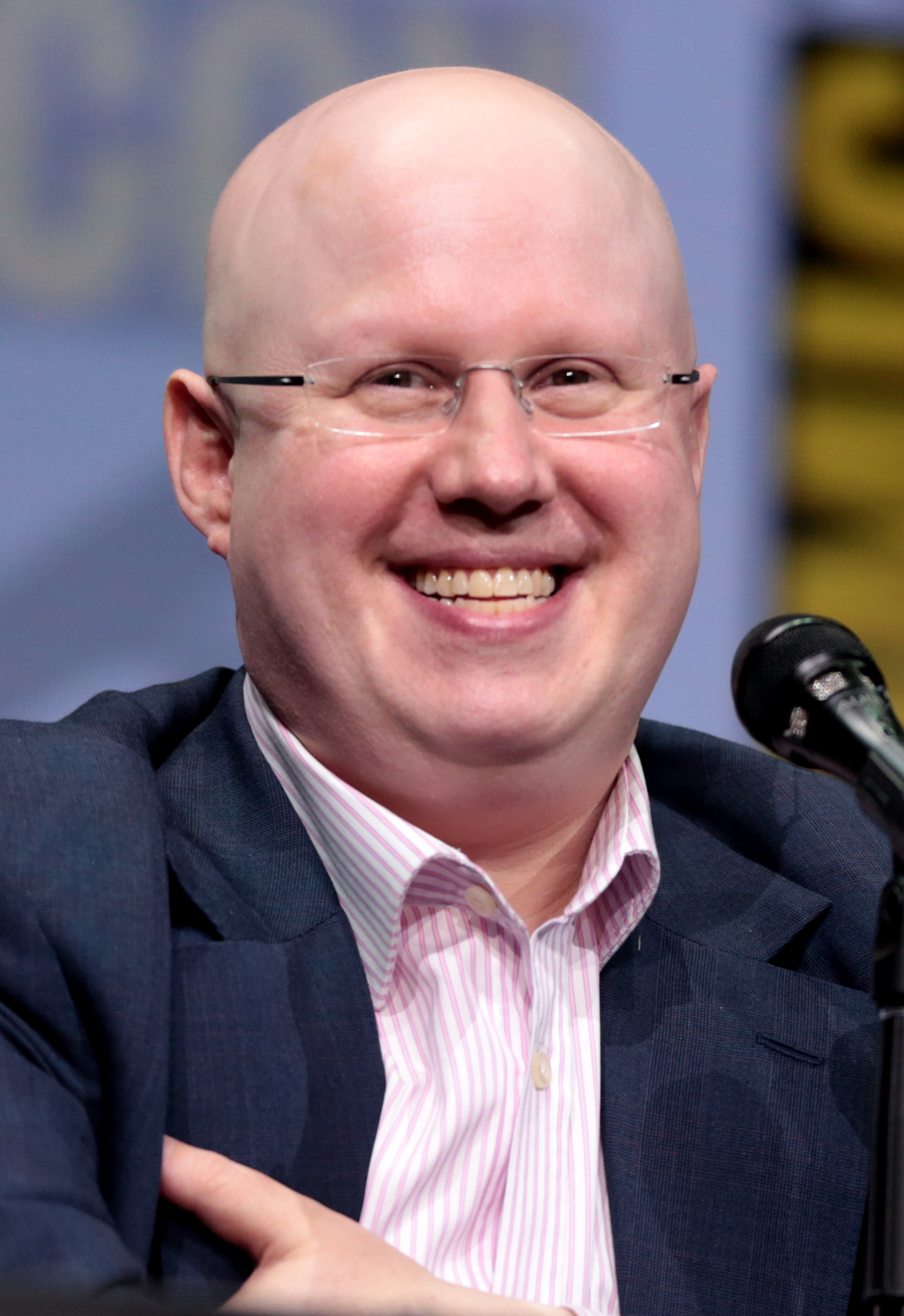
Matt Lucas (* 1974)

- Lucas, Maurice (1952–2010), US-amerikanischer Basketballspieler und -trainer
- Lucas, Maxwell (1910–2010), US-amerikanischer R&B- und Jazzmusiker
- Lucas, Meriel (1877–1962), englische Badmintonspielerin
- Lucas, Michael (* 1972), US-amerikanischer Schauspieler und Filmregisseur
- Lucas, Nelson (* 1979), seychellischer Sprinter
- Lucas, Nick (1897–1982), amerikanischer Jazz- und Unterhaltungsmusiker (Gitarre, Gesang)
- Lucas, Pablo de (* 1986), spanischer Fußballspieler
- Lucas, Paul (1664–1737), französischer Kaufmann, Forschungsreisender und Altertumskundler im Dienst Ludwigs XIV.
- Lucas, Peter (1935–2015), österreichischer Informatiker und Hochschullehrer
- Lucas, Peter J. (* 1962), polnischer Schauspieler
- Lucas, Philippe (* 1963), französischer Fußballspieler
- Lucas, Reggie (1953–2018), US-amerikanischer Gitarrist, Komponist und Produzent
- Lucas, Renata (* 1971), brasilianische Installations- und Konzeptkünstlerin
- Lucas, Rino (* 1980), uruguayischer Fußballspieler
- Lucas, Robert (1781–1853), US-amerikanischer Politiker und Gouverneur des Bundesstaates Ohio
- Lucas, Robert (1904–1984), österreichisch-britischer Schriftsteller und Kabarettist
- Lucas, Robert E. (1937–2023), US-amerikanischer Ökonom
- Lucas, Rudolf (1916–1980), deutscher Jurist und Politiker (CDU), MdL
- Lucas, Sarah (* 1962), britische zeitgenössische Künstlerin
- Lucas, Scott W. (1892–1968), US-amerikanischer Politiker (Demokratische Partei)
- Lucas, Sharlotte (* 1991), neuseeländische Radrennfahrerin
- Lucas, Simon, Afrikareisender
- Lucas, Simone (* 1973), deutsche Künstlerin
- Lucas, Spencer G., US-amerikanischer Paläontologe
- Lucas, Stephan (* 1972), deutscher Rechtsanwalt und FernsehdarstellerStephan Lucas (* 1972)

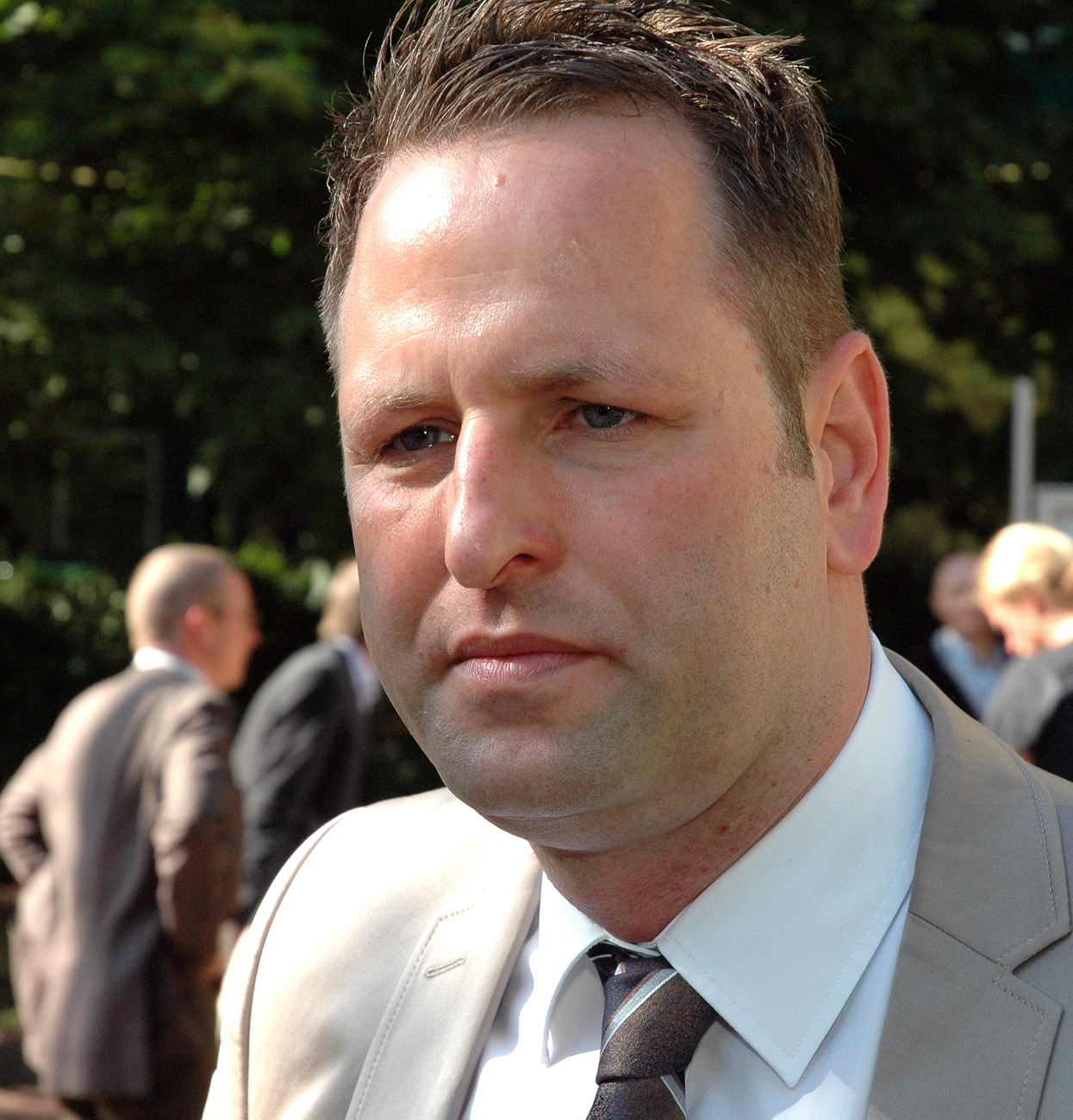
Stephan Lucas (* 1972)

- Lucas, Sylvie (* 1965), luxemburgische Diplomatin
- Lucas, Theo, Schlagersänger
- Lucas, Tina (1914–2008), belgische Widerstandskämpferin
- Lucas, Tommy (1895–1953), englischer Fußballspieler
- Lucas, Trevor (1943–1989), australisch-britischer Folksänger und -gitarrist
- Lucas, Vicente (* 1939), portugiesischer Fußballspieler
- Lucas, Walter (1902–1968), deutscher Architekt
- Lucas, Wilby (* 1956), seychellischer Politiker
- Lucas, Wilfred (1871–1940), kanadisch-amerikanischer Schauspieler, Regisseur und Drehbuchautor
- Lucas, William (1800–1877), US-amerikanischer Politiker
- Lucas, William V. (1835–1921), US-amerikanischer Politiker
- Lucas, Willy (1884–1918), deutscher Maler
- Lucas, Wingate H. (1908–1989), US-amerikanischer Politiker
- Lucas-Lundy, Benjamin (* 1990), französischer Politiker
- Lucas-Pitter (1797–1886), Original von Bergisch Gladbach
- Lucasio (* 1993), deutscher Musikproduzent
- Lucassen, Arjen (* 1960), niederländischer Rockmusiker
- Lucassen, Hanjo (* 1944), deutscher Politiker (SPD), MdL
- Lucassen, Leo (* 1959), niederländischer Historiker
- Lucassen, Pia (* 2006), deutsche Fußballspielerin
- Lucassen, Rüdiger (* 1951), deutscher Politiker (AfD), MdBRüdiger Lucassen (* 1951)

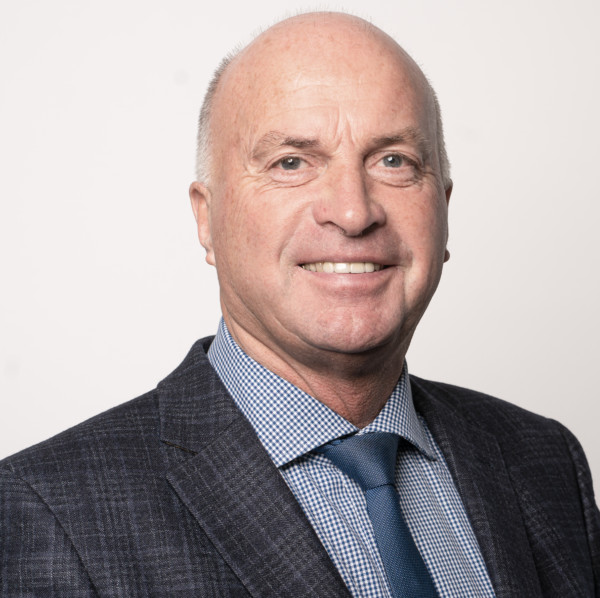
Rüdiger Lucassen (* 1951)

- Lucatelli, Adriano B. (* 1966), Schweizer Manager und Unternehmer
- Lucato, Giovanni (1892–1962), italienischer Ordensgeistlicher und römisch-katholischer Bischof von Isernia-Venafro
- Lucau, Herdeiro (* 1987), schwedisch-kongolesischer Handballtorwart
- Lucazeau, Romain (* 1981), französischer Science-Fiction-Autor

### Lucc
- Lucca, Lorenzo (* 2000), italienischer Fußballspieler
- Lucca, Maria, deutsche Schauspielerin und Hörspielsprecherin
- Lucca, Mario (* 1961), argentinisch-chilenischer Fußballspieler
- Lucca, Pauline (1841–1908), österreichische Opernsängerin
- Lucca, Riccardo (* 1997), italienischer Radrennfahrer
- Lucceius Albinus († 69), römischer Ritter
- Lucchese, Alberto, italienischer Baumeister
- Lucchese, Filiberto († 1666), italienischer Baumeister und Geometer
- Lucchese, Giovanni († 1581), Renaissancebaumeister, Hofbaumeister Ferdinands II.
- Lucchese, Giuseppe (* 1958), sizilianischer Mafioso
- Lucchese, Tommy (1899–1967), Mafiaboss in New YorkTommy Lucchese (1899–1967)

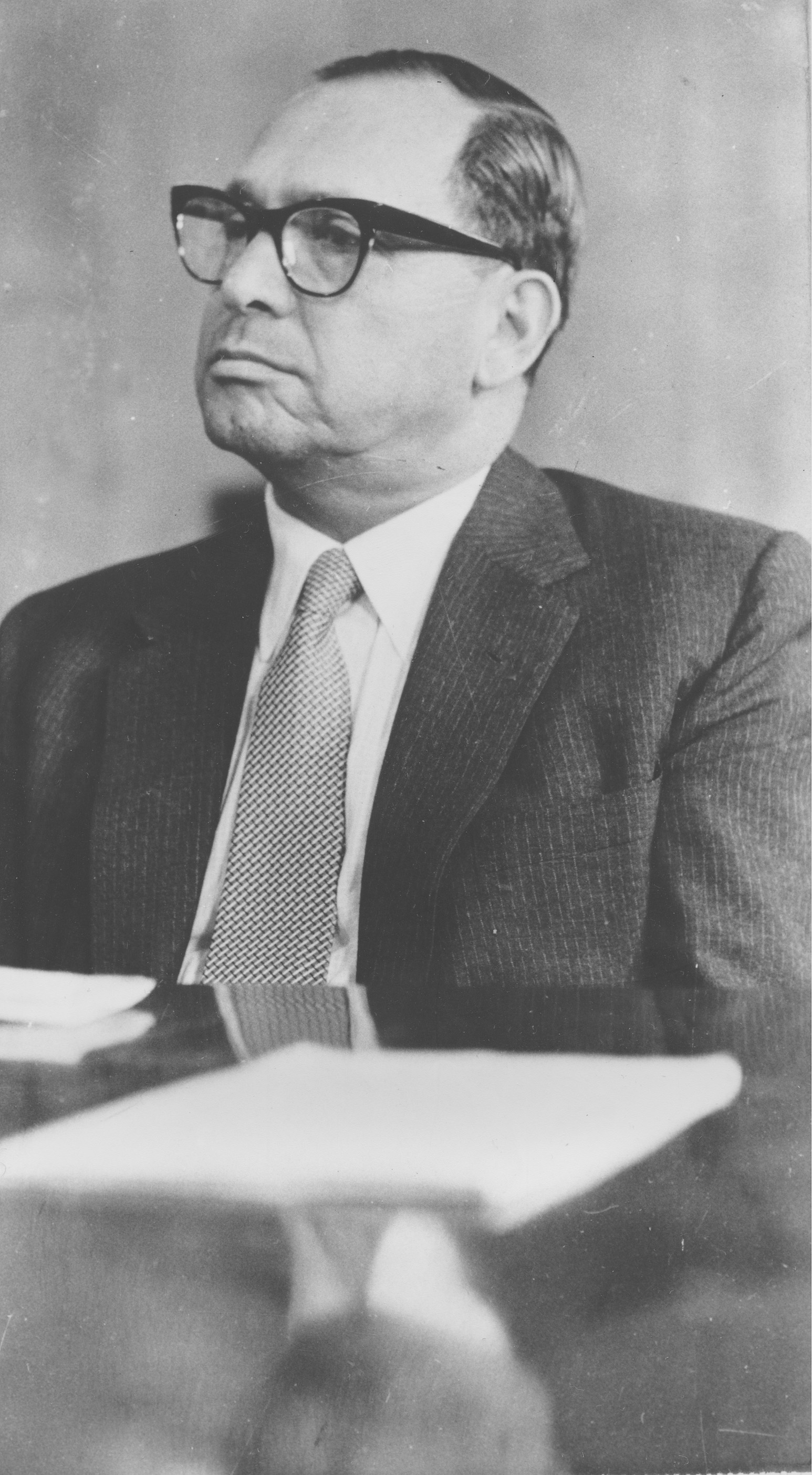
Tommy Lucchese (1899–1967)

- Lucchesi Palli, Ettore (1806–1864), vierter Herzog von Grazia
- Lucchesi, Andrea (1741–1801), italienischer Organist und Komponist
- Lucchesi, Andrea Carlo (1859–1925), britisch-italienischer Bildhauer und Vertreter der sogenannten New Sculpture-Bewegung
- Lucchesi, Franck (* 1963), französischer Fußballspieler
- Lucchesi, Gary (* 1955), US-amerikanischer Filmproduzent
- Lucchesi, Joachim (* 1948), deutscher Musikwissenschaftler
- Lucchesi, Luca (* 1983), italienischer Filmemacher
- Lucchesi, Marco (* 1963), brasilianischer Schriftsteller, Dichter und Journalist
- Lucchesi-Palli, Mario Adinolfo (1840–1911), italienischer Diplomat, Gründungsmitglied des Internationalen Olympischen Komitees (IOC)
- Lucchesini, Andrea (* 1965), italienischer Pianist
- Lucchesini, Giacomo de († 1739), Komponist und Rittmeister
- Lucchesini, Girolamo (1751–1825), preußischer Diplomat und Vertrauter Friedrichs des Großen
- Lucchetti Bingemer, Maria Clara (* 1949), brasilianische feministische Befreiungstheologin
- Lucchetti, Héctor (* 1905), argentinischer Florettfechter
- Lucchetti, Leandro (* 1944), italienischer Filmregisseur und Drehbuchautor
- Lucchetti, Luis (1902–1990), argentinischer Fechter
- Lucchetti, Vittorio (1894–1965), italienischer Turner
- Lucchi, Angela Ricci (1942–2018), italienische Dokumentar- und Experimentalfilmerin
- Lucchi, Marcellino (* 1957), italienischer Motorradrennfahrer
- Lucchinelli, Marco (* 1954), italienischer Motorradrennfahrer und Weltmeister
- Lucchini, Antonio Maria, italienischer Librettist
- Lucchini, Emilio (1904–1975), Schweizer Offizier und Brigadier
- Lucchini, Franco (1917–1943), italienischer Pilot im Zweiten Weltkrieg
- Lucchini, Leo (1927–1991), kanadischer Eishockeyspieler
- Lucchini, Pasquale (1798–1892), Schweizer Ingenieur und Politiker
- Lucchini, Stefano (* 1980), italienischer Fußballspieler
- Lucchitta, Bärbel Kösters (* 1938), deutsch-amerikanische Astrogeologin
- Lucci, Susan (* 1946), US-amerikanische SchauspielerinSusan Lucci (* 1946)

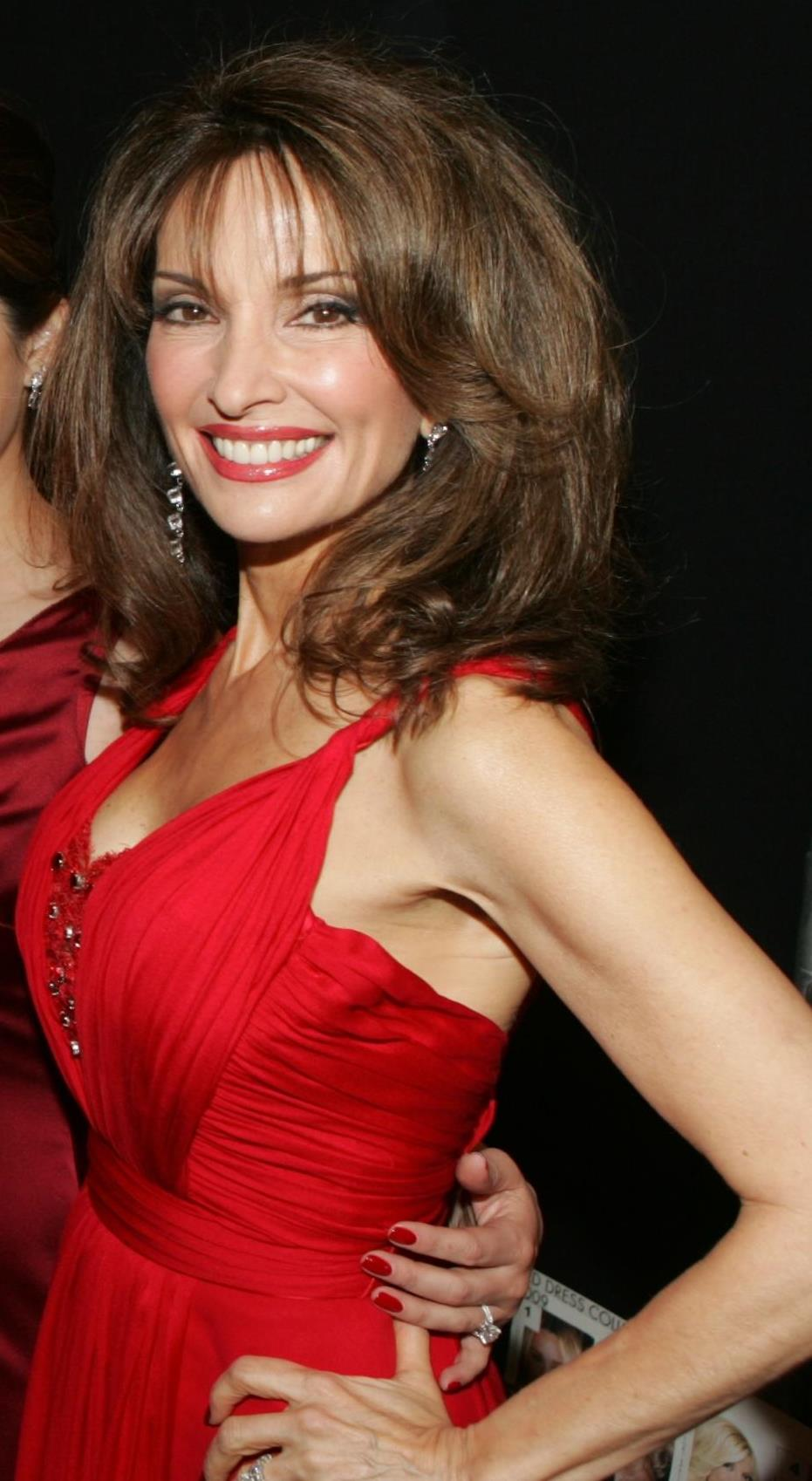
Susan Lucci (* 1946)

- Lucci-Chiarissi, Vincenzo (* 1899), italienischer Filmproduzent, Filmregisseur und Drehbuchautor
- Lucciardi, Domenico (1796–1864), italienischer Kardinal der Römischen Kirche
- Luccin, Peter (* 1979), französischer Fußballspieler und -trainer
- Luccio, Riccardo (* 1941), italienischer Psychologe
- Luccioni, José (1903–1978), französischer Operntenor
- Luccioni, Micheline (1930–1992), französische Schauspielerin
- Luccioni, Sasha (* 1990), kanadische Informatikerin
- Luccius Telesinus, Gaius, römischer Politiker, Konsul (66 und 68)

### Luce
- Luce, Christian, französischer Straßenradrennfahrer von Guadeloupe
- Luce, Claire (1903–1989), US-amerikanische Bühnen- und Filmschauspielerin
- Luce, Clare Boothe (1903–1987), US-amerikanische Schriftstellerin, Verlegerin, Politikerin und Diplomatin
- Luce, Cyrus G. (1824–1905), US-amerikanischer Politiker
- Luce, David (1906–1971), britischer Admiral und Erster Seelord
- Luce, Don (* 1948), kanadischer Eishockeyspieler, -trainer, -funktionär und -scout
- Luce, Duncan (1925–2012), US-amerikanischer Wirtschaftswissenschaftler, Mathematiker und Psychologe
- Luce, F. H. (1859–1937), US-amerikanischer Politiker
- Luce, Francine, französische Jazzsängerin
- Luce, Henry (1898–1967), US-amerikanischer Verleger
- Luce, Henry III. (1925–2005), US-amerikanischer Verleger
- Luce, Jean-Claude (* 1981), französischer Straßenradrennfahrer von Guadeloupe
- Luce, Johann Wilhelm Ludwig von (1756–1842), deutscher Pfarrer, Arzt und Pädagoge
- Luce, John V. (1920–2011), irischer Historiker
- Luce, Maximilien (1858–1941), französischer Maler
- Luce, Nancy (1814–1890), amerikanische Volkskünstlerin und Autorin
- Luce, Nicolas de (1726–1784), Schweizer Prämonstratenserabt
- Luce, Raphael (* 2006), US-amerikanisch-französischer SchauspielerRaphael Luce (* 2006)

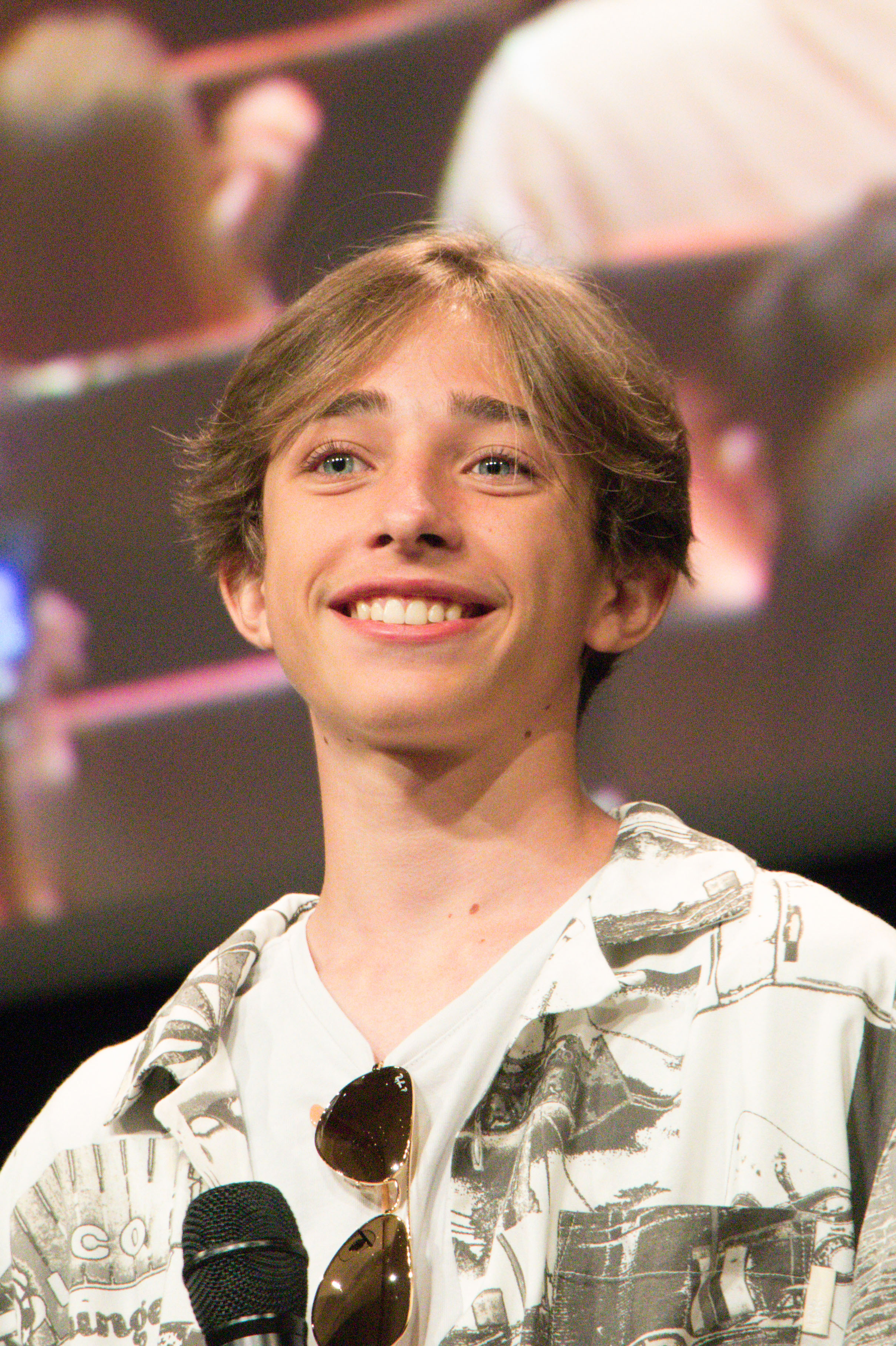
Raphael Luce (* 2006)

- Luce, Renan (* 1980), französischer Liedermacher
- Luce, Richard, Baron Luce (* 1936), britischer Politiker, Lord Chamberlain, Gouverneur von Gibraltar
- Luce, Robert (1862–1946), US-amerikanischer Politiker
- Luce, Siméon (1833–1892), französischer Historiker und Archivar
- Lucebert (1924–1994), niederländischer Maler, Grafiker, Lyriker und Schriftsteller
- Lucena, Francisco de Assis Dantas de (* 1963), brasilianischer Geistlicher, römisch-katholischer Bischof von Nazaré
- Lucena, Jerry (* 1980), philippinisch-dänischer Fußballspieler
- Lucena, Lorenzo (1807–1881), spanischer Theologe und Hispanist
- Lucena, Luis Ramírez, spanischer Schachmeister und -autor
- Lucena, Matt (* 1969), US-amerikanischer Tennisspieler
- Lucena, Nicholas (* 1979), US-amerikanischer Beachvolleyballspieler
- Lucenay, Jean-Michel (* 1978), französischer Degenfechter und Olympiasieger
- Lucendo, Jesús (* 1970), andorranischer Fußballspieler
- Lucenius, Albert († 1654), Jesuit, apostolischer Protonotar und Generalvikar
- Lucenius, Niclas (* 1989), finnischer Eishockeyspieler
- Luceno, James (* 1947), US-amerikanischer Romanautor
- Lucente, Gregory L. (1948–1997), US-amerikanischer Romanist, Italianist und Literaturwissenschaftler
- Lucenti, Emmanuel (* 1984), argentinischer Judoka
- Lucentini, Franco (1920–2002), italienischer Schriftsteller, Übersetzer und Journalist
- Lucenzo (* 1983), portugiesischer Popsänger
- Lucera-Maler, apulischer Vasenmaler
- Lucerna, Camilla (1868–1963), österreichische Pädagogin, Philologin, Übersetzerin und Schriftstellerin
- Lucerna, Eduard (1869–1944), österreichischer Komponist
- Lucerne, Michaël (* 1964), Schweizer Maler und Bildhauer
- Lucero (* 1969), mexikanische Schauspielerin und Sängerin
- Lucero, Alfredo (* 1979), argentinischer Straßenradrennfahrer
- Lucero, Antonio J. (1863–1921), US-amerikanischer Hochschullehrer, Zeitungsherausgeber und Politiker
- Lucero, John (* 2003), philippinisch-englischer Fußballspieler
- Lucero, Juan Martín (* 1991), argentinischer Fußballspieler
- Lucero, Sid (* 1981), philippinischer Schauspieler
- Lucescu, Mircea (* 1945), rumänischer Fußballspieler und -trainerMircea Lucescu (* 1945)

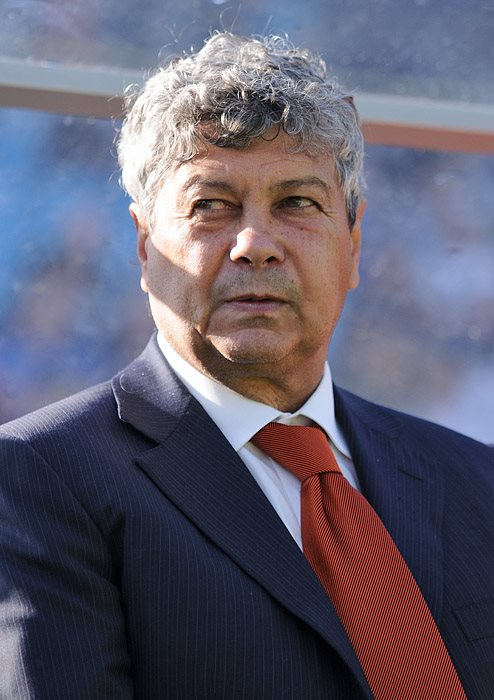
Mircea Lucescu (* 1945)

- Lucescu, Răzvan (* 1969), rumänischer Fußballspieler und -trainer
- Lucet, Charles Ernest (1910–1990), französischer Botschafter
- Lucet, Jean-Louis Marie (* 1933), französischer Diplomat
- Lucetti, Gino (1900–1943), italienischer Anarchist
- Lucey, Patrick J. (1918–2014), US-amerikanischer Politiker und Gouverneur von Wisconsin (1971–1977)

### Luch
- Lucha, Manfred (* 1961), deutscher Politiker (Bündnis 90/Die Grünen), MdLManfred Lucha (* 1961)

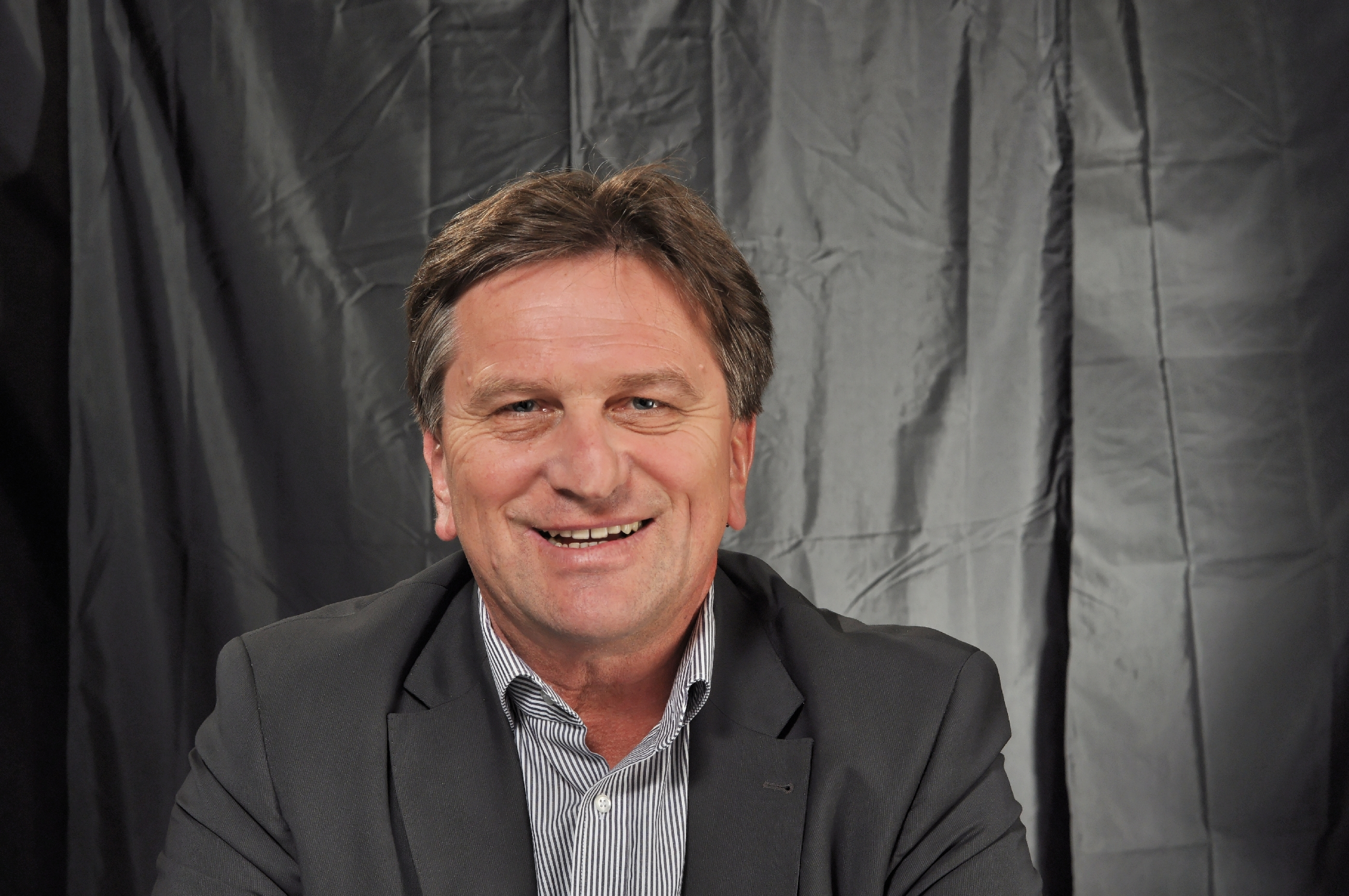
Manfred Lucha (* 1961)

- Luchaire, Achille (1846–1908), französischer Mittelalterhistoriker und Philologe
- Luchaire, Corinne (1921–1950), französische Filmschauspielerin
- Luchaire, Jean (1901–1946), französischer Journalist und Zeitungsverleger
- Luchaire, Julien (1876–1962), französischer Romanist, Italianist und Schriftsteller
- Luchasaurus (* 1985), US-amerikanischer Wrestler
- Lüchau, Kunz von († 1516), Amtmann von Brandenburg-Kulmbach in Selb und Rehau, Amtmann der Wettiner in Schleiz
- Lüchau, Uwe (1937–2018), deutscher Fußballspieler
- Luchè (* 1981), italienischer Rapper
- Luchembe, Kennedy (* 2001), sambischer Sprinter
- Lucheni, Luigi (1873–1910), italienischer Anarchist und Mörder von Kaiserin Elisabeth von Österreich-UngarnLuigi Lucheni (1873–1910)

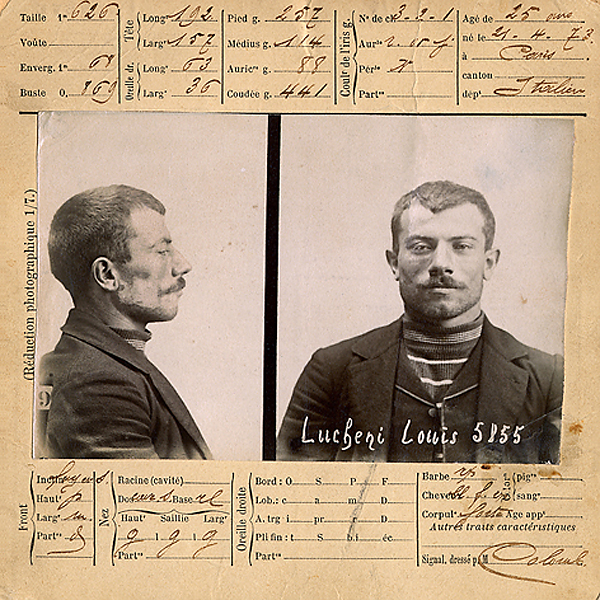
Luigi Lucheni (1873–1910)

- Lucherini, Enrico (* 1932), italienischer Schauspieler- und Presseagent
- Luchesius von Poggibonsi († 1260), italienischer Kaufmann und eines der ersten Mitglieder des Dritten Ordens des heiligen Franz von Assisi
- Luchet, Jean-Louis Barbot de (1740–1792), französischer Offizier, Schriftsteller, Journalist, Theaterdirektor und Bibliothekar
- Luchetti, Daniele (* 1960), italienischer Filmregisseur, Drehbuchautor und Schauspieler
- Luchetti, Rosario (* 1984), argentinische Hockeyspielerin
- Luchetti, Veriano (1939–2012), italienischer Opernsänger (Tenor)
- Luchi, Michelangelo (1744–1802), italienischer Geistlicher und Kardinal der Römischen Kirche
- Luchian, Andrei (* 1983), rumänischer Squashspieler
- Luchian, Ștefan (1868–1916), rumänischer Maler
- Luchin, Srdjan (* 1986), rumänischer Fußballspieler
- Lüchinger, Adolf (1894–1949), Schweizer Politiker (SP)
- Lüchinger, Adolf (1928–2020), Schweizer Richter
- Lüchinger, Arnulf (* 1941), schweizerisch-niederländischer Architekt
- Lüchinger, Gabriel (* 1992), Schweizer Fussballspieler
- Lüchinger, Georges (* 1965), liechtensteinisch-schweizerischer Moderator, Showmaster, Kommunikationsunternehmer und Sportfunktionär
- Lüchinger, Hans Georg (1927–2009), Schweizer Politiker und Rechtsanwalt
- Lüchinger, Nadine (* 1978), Schweizer Filmproduzentin
- Lüchinger, Nicolas (* 1994), Schweizer Fußballspieler
- Lüchinger, René (* 1958), Schweizer Journalist, Autor und Publizist
- Lüchinger, Simon (* 2002), liechtensteinischer Fussballspieler
- Lüchinger, Thomas (* 1953), Schweizer Filmemacher und Publizist
- Lüchinger, Walter (1926–2021), Schweizer Ruderer
- Luchini, Arsène (1922–1998), französischer Skispringer
- Luchini, Fabrice (* 1951), französischer Theater- und FilmschauspielerFabrice Luchini (* 1951)

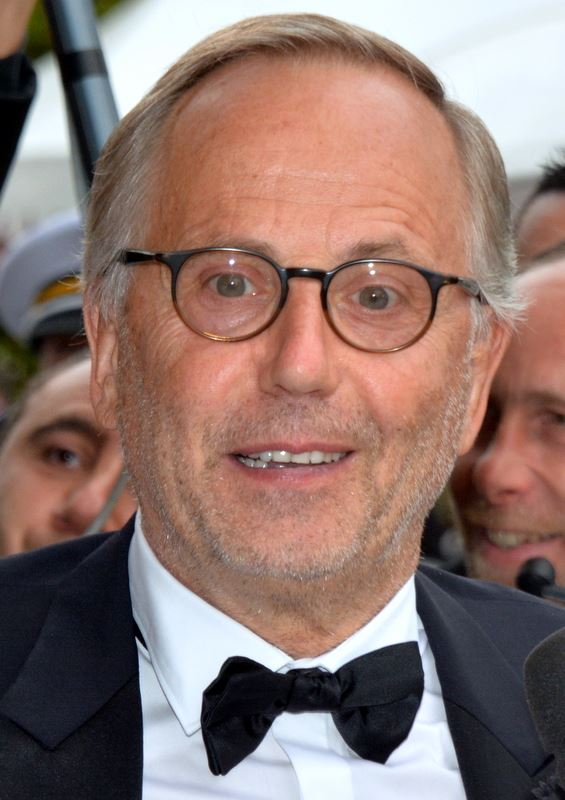
Fabrice Luchini (* 1951)

- Luchino Visconti (* 1292), Regent von Mailand
- Luchins, Abraham S. (1914–2005), US-amerikanischer Gestaltpsychologe
- Luchins, Edith H. (1921–2002), US-amerikanische Gestaltpsychologin und Mathematikerin
- Luchman, Kirk (* 1975), US-amerikanischer Basketballspieler
- Luchner, Adolf (1926–1995), österreichischer Maler, Grafiker und Kunsterzieher
- Luchner, Josef (1877–1931), österreichischer Politiker (CSP), Abgeordneter zum Nationalrat
- Luchner, Karl (1929–2001), deutscher Physiker und Physikdidaktiker
- Luchner, Leo (* 1996), deutscher Komponist und Musiker
- Lüchow, Mogens (1918–1989), dänischer Degenfechter
- Luchs, August (1849–1938), deutscher Altphilologe
- Luchs, Ernst (1811–1886), deutscher Mediziner und Ornithologe
- Luchs, Frank (* 1959), deutscher Komponist
- Luchs, Hermann (1826–1887), deutscher Lehrer und Kunsthistoriker
- Luchs, Jürg (* 1956), Schweizer Radrennfahrer
- Luchs, Stereo (* 1981), Schweizer Sänger
- Luchsinger, Christoph (1954–2019), Schweizer Architekt
- Luchsinger, Fred (1921–2009), Schweizer Journalist
- Luchsinger, Fridolin (* 1939), Schweizer Journalist
- Luchsinger, Fritz (1921–1983), Schweizer BergsteigerFritz Luchsinger (1921–1983)

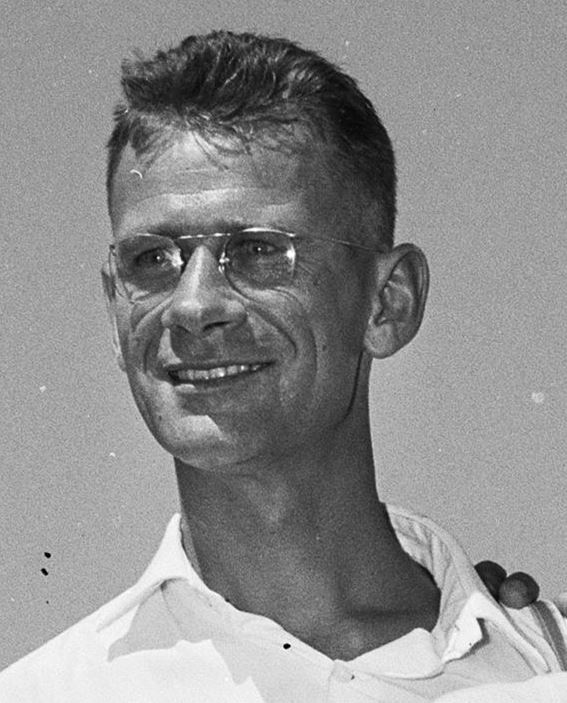
Fritz Luchsinger (1921–1983)

- Luchsinger, Joy-Estelle (* 1992), Schweizer Handballtorhüterin
- Luchsinger, Matthias (1919–1984), Schweizer Politiker (FDP)
- Luchsinger, Paula (* 1994), chilenische Schauspielerin
- Luchsinger, Richard (1900–1993), Schweizer HNO-Arzt und Hochschullehrer
- Luchsperger, Lorenz († 1501), österreichischer Bildhauer
- Lücht, Anton (* 1948), deutscher Politiker (SPD), MdL, Bürgermeister der Gemeinde Moormerland
- Lucht, Ernst (1871–1934), deutscher Architekt und preußischer Baubeamter
- Lucht, Ernst (1896–1975), deutscher Marineoffizier, zuletzt Konteradmiral im Zweiten Weltkrieg
- Lucht, Friedrich-Wilhelm (1905–1975), deutscher Politiker (SPD)
- Lucht, Gerhard (1913–1979), deutscher Politiker (SED), MdV, Minister für Handel und Versorgung der DDR
- Lucht, Hannelore, deutsche Schachspielerin
- Lucht, Harald (1935–2020), deutscher Geodät und ehemaliger Senatsrat der Freien Hansestadt Bremen
- Lucht, Herbert († 1951), deutscher Propagandaoffizier im Zweiten Weltkrieg
- Lucht, Marx Johannes Friedrich (1804–1891), deutscher Altphilologe, Geheimer Regierungsrat und Direktor des Christianeums in Altona
- Lucht, Renée (* 1998), deutsche Judoka
- Lucht, Roluf (1901–1945), deutscher Ingenieur und Offizier, zuletzt Generalingenieur der Luftwaffe im Zweiten Weltkrieg
- Lucht, Sascha (* 1971), deutscher Politiker (CDU), Mitglied der Bremischen Bürgerschaft
- Lucht, Urte (* 1963), deutsche Cembalistin und Hammerpianistin
- Lucht, Walther (1882–1949), deutscher General der Artillerie im Zweiten WeltkriegWalther Lucht (1882–1949)

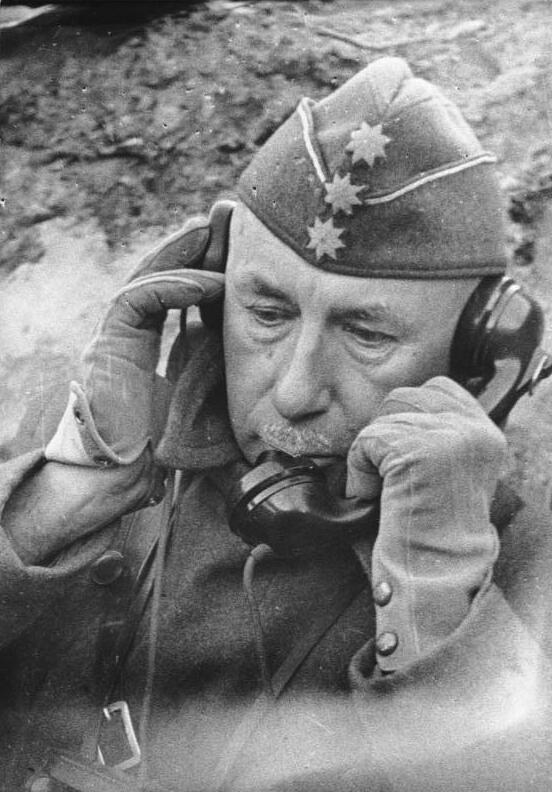
Walther Lucht (1882–1949)

- Lucht, Wolfgang (* 1964), deutscher Klimaforscher
- Lucht-Perske, Hilde (1902–1973), deutsche Politikerin (SPD), MdA
- Lüchtemaker, Johann (1614–1676), deutscher Theologe und Dichter
- Luchtenberg, Paul (1890–1973), deutscher Politiker (FDP), MdL, MdB und Pädagoge
- Luchterhand, Hermann (1886–1950), deutscher Verleger
- Luchterhand, Joachim (* 1942), deutscher Politiker (CDU), MdA
- Luchterhandt, Agnes (* 1969), deutsche Kirchenmusikerin
- Luchterhandt, Gerhard (* 1964), deutscher Organist, Kirchenmusiker und Hochschullehrer
- Luchterhandt, Manfred (* 1966), deutscher Kunsthistoriker
- Luchterhandt, Otto (* 1943), deutscher Rechtswissenschaftler
- Luchting, Michael (1948–1982), deutscher Zuhälter
- Luchtmans, Pieter (1733–1800), niederländischer Mediziner

### Luci
- Luci, Andrea (* 1985), italienischer Fußballspieler
- Lucia, Gräfin von Tripolis
- Lucía (* 1965), spanische Schlagersängerin und Moderatorin
- Lucia vom Berg († 1090), katholische Heilige
- Lucia von Syrakus († 304), frühchristliche Heilige und MärtyrerinLucia von Syrakus († 304)

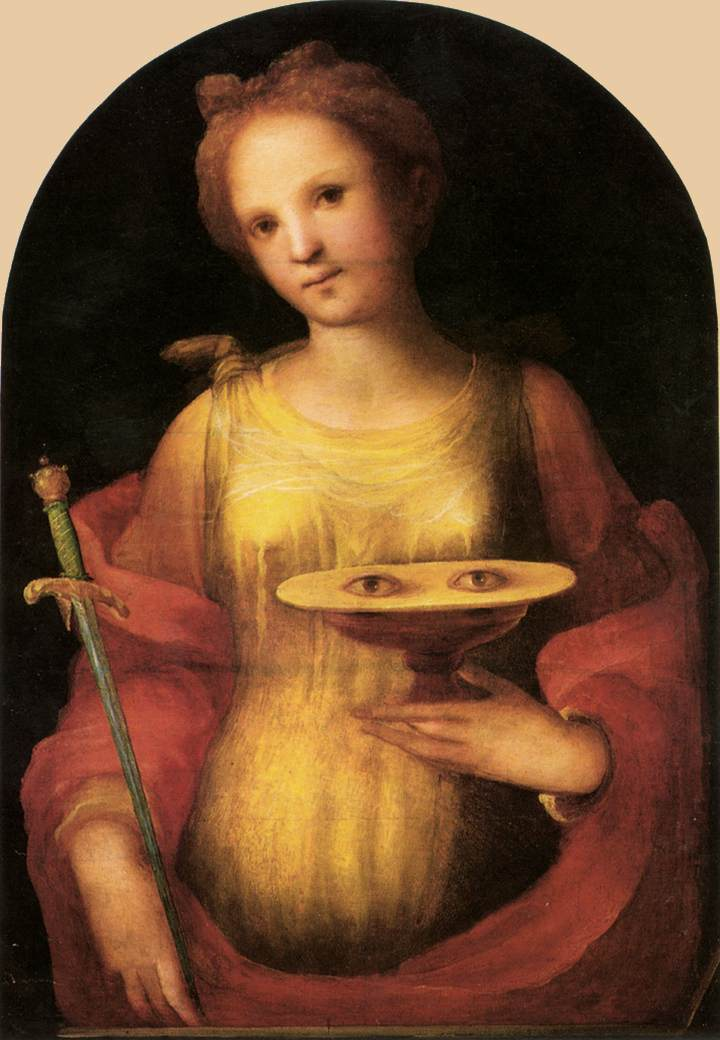
Lucia von Syrakus († 304)

- Lucía, Adriana (* 1982), kolumbianische Sängerin
- Lucia, Douglas (* 1963), US-amerikanischer Geistlicher, römisch-katholischer Bischof von Syracuse
- Lucía, Humberto De (* 1992), venezolanischer Gitarrist
- Lucia, Lucia (* 1997), deutsche Autorin und Slam-Poetin
- Lucía, Paco de (1947–2014), Flamenco-Gitarrist und Komponist
- Lucía, Pepe de (* 1945), spanischer Flamenco-Gitarrist und -Sänger sowie Songwriter
- Lucian, Lucca (* 1977), österreichischer Zauberkünstler und Mentalist sowie Vortragsredner
- Luciani, Clara (* 1992), französische Singer-Songwriterin
- Luciani, Dante, US-amerikanischer Jazzmusiker
- Luciani, Marie-Ange (* 1979), französische Filmproduzentin
- Luciani, Sebastiano Arturo (1884–1950), italienischer Komponist, Musikwissenschaftler und Filmkritiker
- Luciano (* 1964), jamaikanischer Roots-Reggaesänger
- Luciano (* 1978), chilenischer Produzent elektronischer Tanzmusik
- Luciano (* 1994), deutscher RapperLuciano (* 1994)

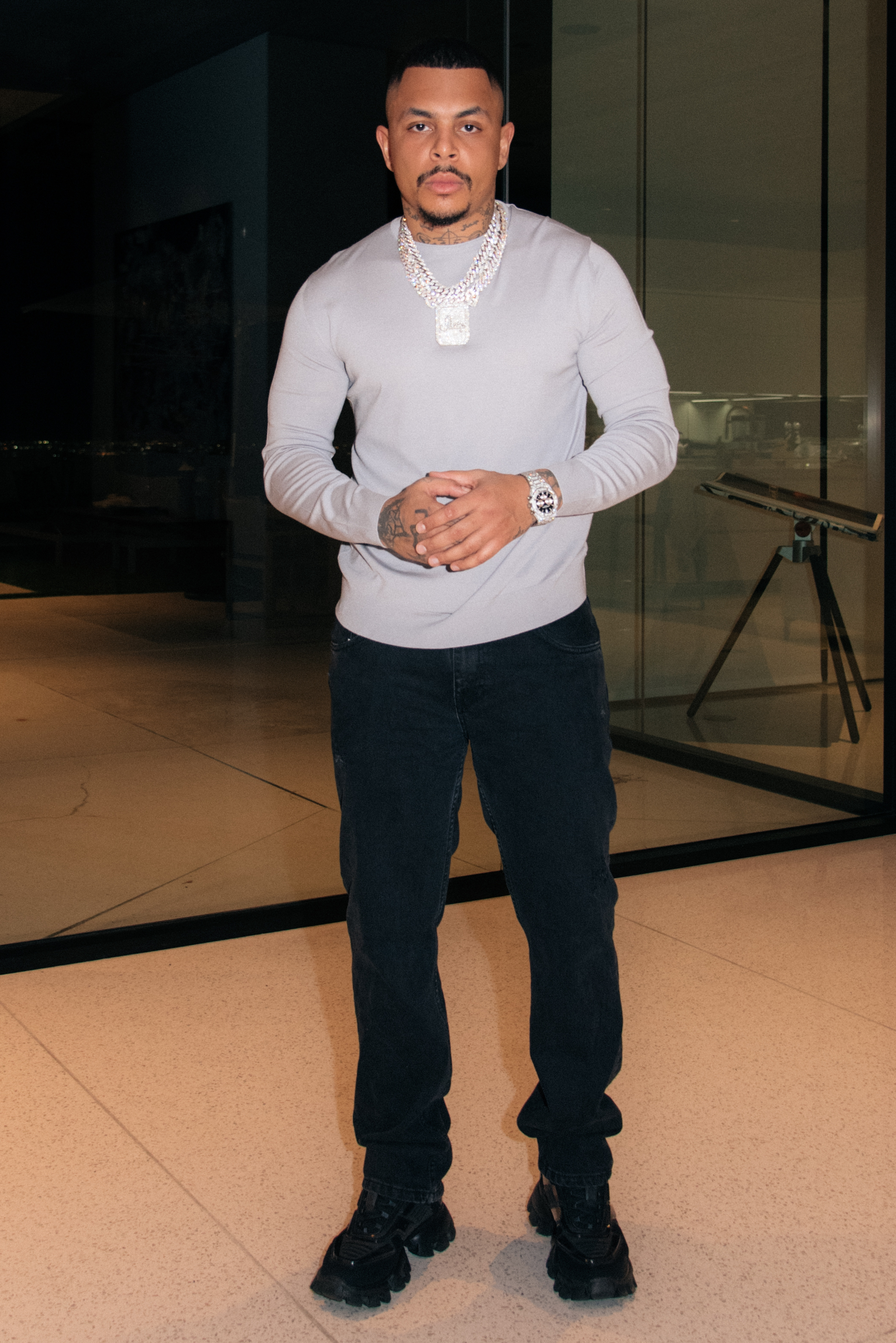
Luciano (* 1994)

- Luciano da Silva, Ana Alice (* 1989), brasilianische Fußballspielerin
- Luciano, Fábio (* 1975), brasilianischer Fußballspieler
- Luciano, Jurswailly (* 1991), niederländische Handballspielerin
- Luciano, Le Rat (* 1976), französischer Rapper
- Luciano, Lucky (1897–1962), US-amerikanischer Mobster
- Luciano, Michael (1909–1992), US-amerikanischer Filmeditor
- Lucianus, katholischer Märtyrer
- Lucibello, Antonio (* 1942), italienischer Geistlicher, emeritierter römisch-katholischer Erzbischof und Diplomat des Heiligen Stuhls
- Lucić, Hanibal († 1553), kroatischer Poet und Schriftsteller der Renaissance
- Lučić, Ivan (1604–1679), kroatischer Historiker und Kartograph
- Lucic, Ivan (* 1995), österreichischer Fußballtorhüter
- Lucić, Ivica (* 1982), österreichischer Fußballspieler und -trainer
- Lucic, Milan (* 1988), kanadischer Eishockeyspieler
- Lucic, Nenad (* 1974), deutscher Schauspieler
- Lučić, Sara (* 2000), bosnische Hochspringerin
- Lučić, Teddy (* 1973), schwedischer Fußballspieler
- Lučić, Vladimir (* 1982), serbischer Basketballtrainer
- Lučić, Vladimir (* 1989), serbischer BasketballspielerVladimir Lučić (* 1989)

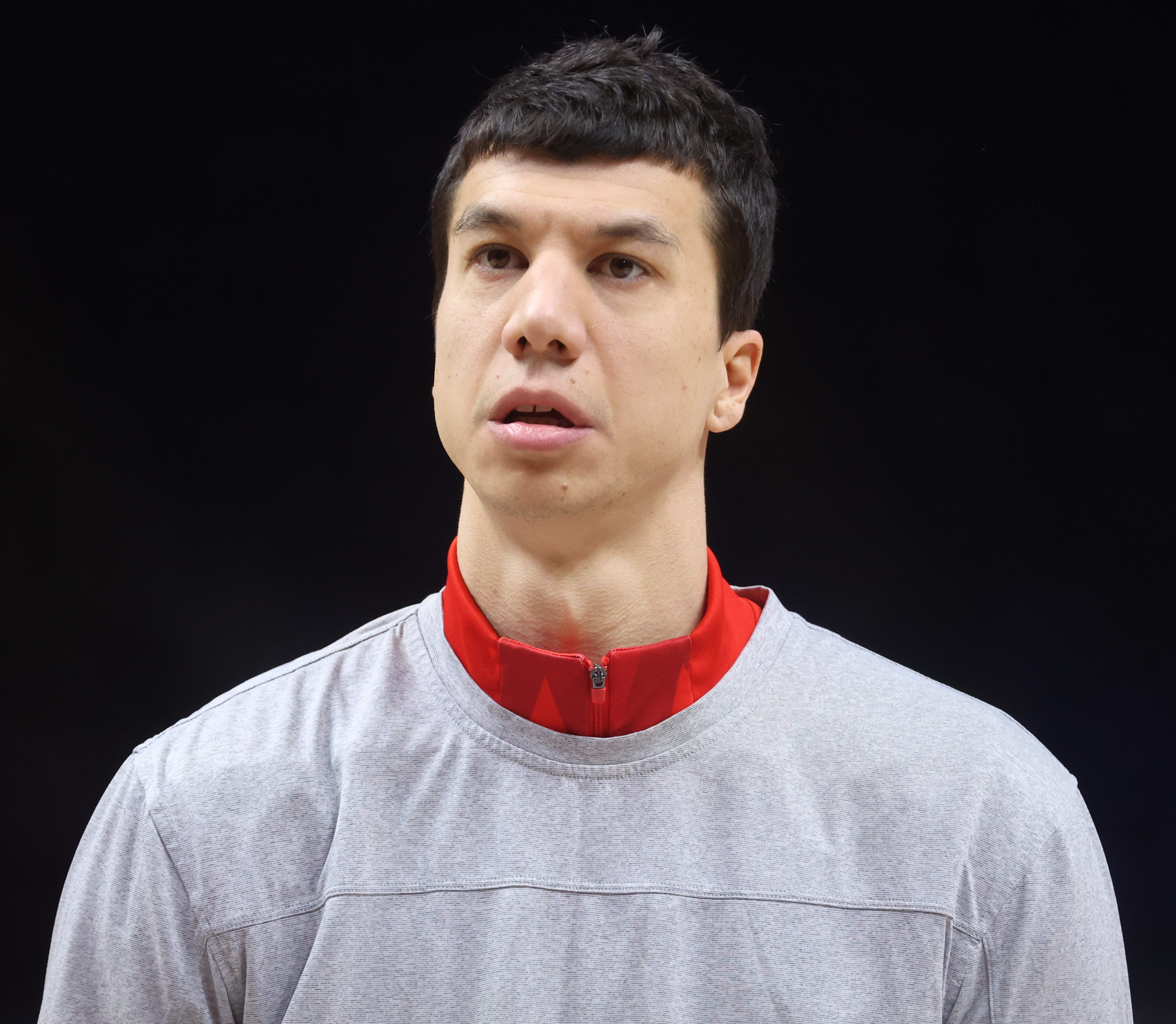
Vladimir Lučić (* 1989)

- Lučić, Vladislav (* 1941), jugoslawischer bzw. serbischer Basketballspieler und -trainer
- Lučić-Baroni, Mirjana (* 1982), kroatische Tennisspielerin
- Lucid, Shannon (* 1943), US-amerikanische Astronautin
- Lucidi, Alessandro (* 1947), italienischer Filmeditor und Filmregisseur
- Lúcidi, Daisy (1929–2020), brasilianische Radiomoderatorin, Telenovela-Darstellerin, Filmschauspielerin und Politikerin
- Lucidi, Evaristo (1866–1929), Kardinal der römisch-katholischen Kirche
- Lucidi, Maurizio (1932–2005), italienischer Filmregisseur und Filmeditor
- Lucie, Lawrence (1907–2009), US-amerikanischer Jazz-Gitarrist
- Lucie-Smith, Edward (* 1933), jamaikanischer Dichter, Journalist und Kunsthistoriker
- Lucien (1481–1523), Herr von Monaco (1505–1523)
- Lucien, Jon (1942–2007), US-amerikanischer Smooth-Jazz-Sänger und Crooner
- Lucienne von Rochefort, erste Frau des späteren französischen Königs Ludwig VI.
- Lucier, Alvin (1931–2021), US-amerikanischer Komponist
- Lucifer von Calaris († 371), Bischof von Cagliari und Heiliger
- Lucifredi, Roberto (1909–1981), italienischer Politiker (DC), Mitglied der Camera dei deputati, Minister
- Lucignani, Luciano (1922–2008), italienischer Theater- und Filmregisseur sowie Drehbuchautor
- Lucilius Bassus, Sextus († 73), römischer Ritter und Flottenpräfekt
- Lucilius Hirrus, Gaius, römischer Politiker und Geschäftsmann
- Lucilius Iunior (* 6), römischer Ritter, Briefpartner Senecas
- Lucilius Longus († 23), römischer Suffektkonsul 7
- Lucilius Paetus, Marcus, römischer Offizier der augusteischen Zeit
- Lucilius, Gaius († 103 v. Chr.), römischer Dichter, Mitbegründer der Satire
- Lucilla, Annia Aurelia Galeria, Tochter Mark Aurels und Ehefrau seines Mitkaisers Lucius VerusAnnia Aurelia Galeria Lucilla
- Lucillus, römischer Konsul 265

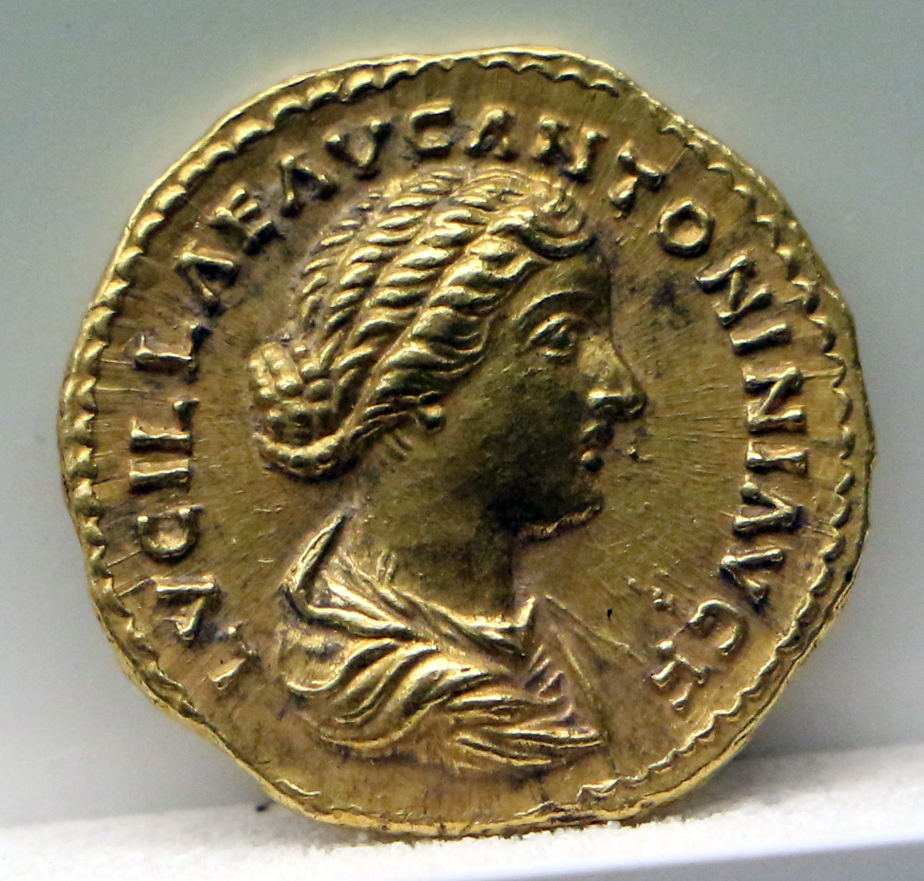
Annia Aurelia Galeria Lucilla

- Lučin, Tin (* 1999), kroatischer Handballspieler
- Lucina, christliche Märtyrerin
- Lucinschi, Petru (* 1940), moldauischer Politiker und ehemaliger Staatspräsident der Republik Moldau
- Lúcio (* 1978), brasilianischer Fußballspieler
- Lúcio (* 1979), brasilianischer Fußballspieler
- Lúcio, João (1880–1918), portugiesischer Dichter und Politiker
- Lúcio, Mário (* 1964), kap-verdischer Kulturbotschafter
- Lucio, Shannon (* 1980), US-amerikanische Schauspielerin
- Lucio101, deutscher RapperLucio101

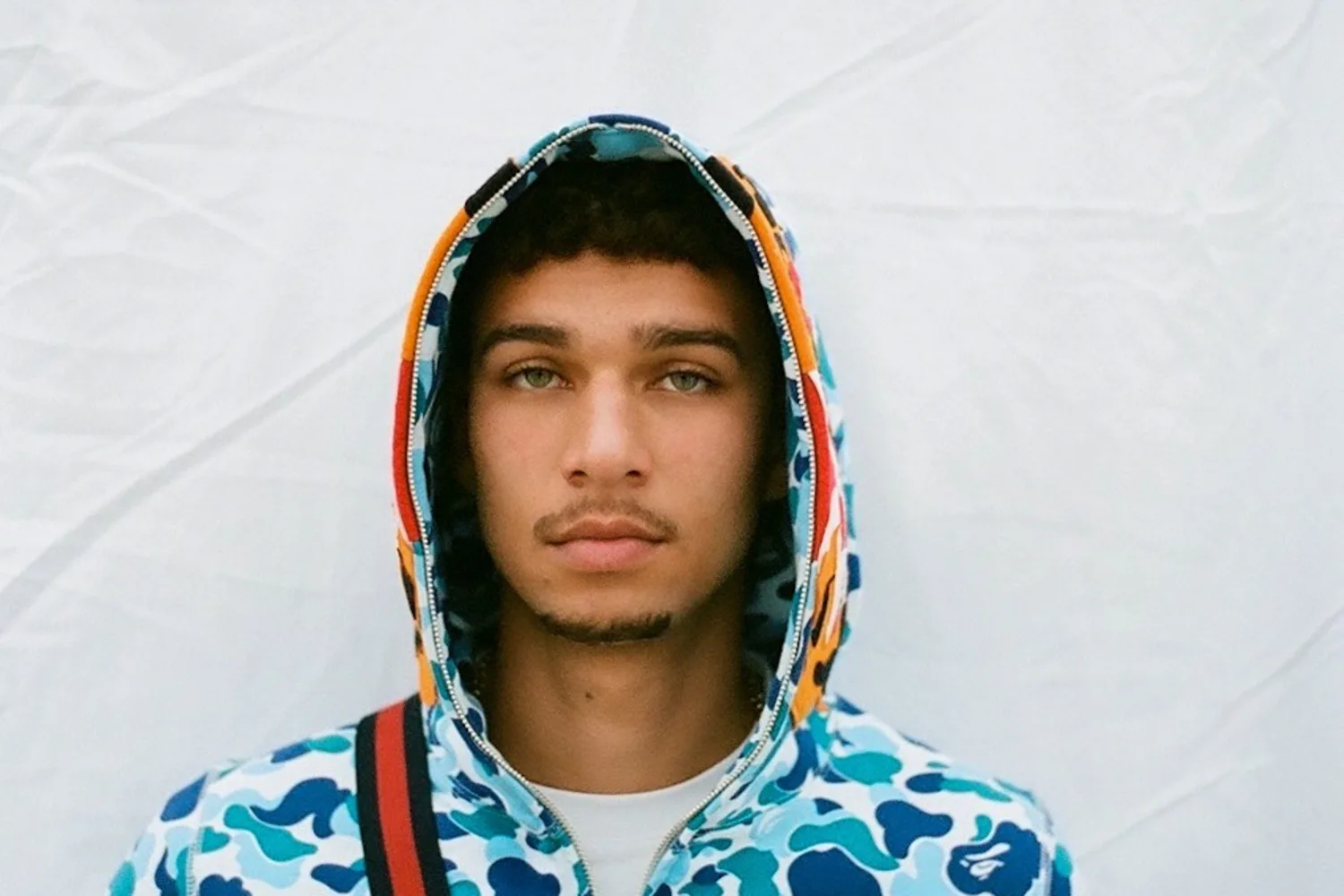
Lucio101

- Lucioli, Avio (1928–2021), italienischer Leichtathlet
- Luciolli, Mario (1910–1988), italienischer Diplomat
- Lucioni, Fabio (* 1987), italienischer Fußballspieler
- Luciri, Henri (1908–1944), Schweizer Basketballspieler, Basketballtrainer, Basketballschiedsrichter und Basketballfunktionär
- Lucisano, Fulvio (* 1928), italienischer Filmproduzent
- Łuciuk, Juliusz (1927–2020), polnischer Komponist
- Lucius, römischer Maler
- Lucius Caesar (17 v. Chr.–2), Adoptivsohn des AugustusLucius Caesar (17 v. Chr.–2)

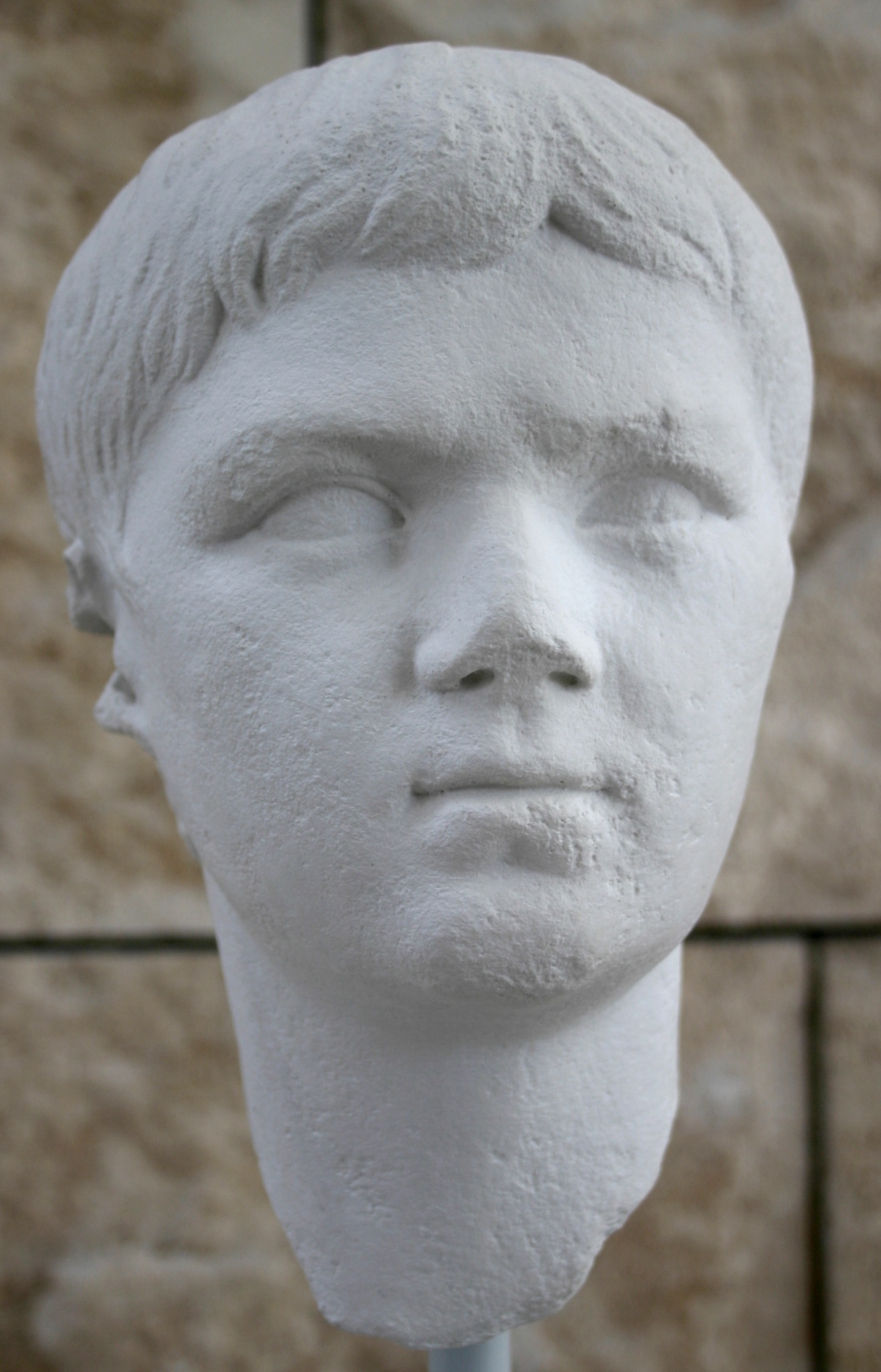
Lucius Caesar (17 v. Chr.–2)

- Lucius Cocceius Auctus, römischer Architekt
- Lucius Cosconianus, Publius, Konsul 125
- Lucius Duvius Avitus, römischer Konsul (56)
- Lucius Flavius Philostratos, Archon in Athen
- Lucius I. († 254), Bischof von Rom
- Lucius II. († 1145), Papst (1144–1145)
- Lucius III. († 1185), Papst (1181–1185)
- Lucius Pinarius Scarpus, römischer Politiker und Feldherr, (Groß?)neffe Caesars
- Lucius Plotius Gallus, römischer Rhetoriklehrer, Latinus rhetor
- Lucius von Ballhausen, Otto (1867–1932), deutscher Verwaltungsjurist und Gutsherr
- Lucius von Ballhausen, Robert (1835–1914), deutscher Arzt, Gutsbesitzer und Politiker, MdR
- Lucius von Cyrene, Jünger Jesu
- Lucius von Stoedten, Hellmuth (1869–1934), deutscher Diplomat und Gutsbesitzer
- Lucius, Anthonius (1635–1704), deutscher Rechtswissenschaftler
- Lucius, August (1816–1900), deutscher Kaufmann und Gutsbesitzer; MdHdA, MdR
- Lucius, Carl (1833–1877), deutscher Politiker (Zentrum), MdR
- Lucius, Eckhard (1954–2011), deutscher Biologiedidaktiker und Begabtenförderer
- Lucius, Egmont (1814–1884), deutscher Politiker im Herzogtum Braunschweig und Mitglied der Braunschweigischen Landesversammlung
- Lucius, Eugen (1834–1903), deutscher Chemiker, Unternehmer und Mäzen
- Lucius, Ferdinand (1830–1910), deutscher Unternehmer und Politiker, MdR
- Lucius, Jacob der Ältere († 1597), deutscher Zeichner, Buchdrucker, Typograf und Zeitungsverleger
- Lucius, Jacob der Jüngere († 1616), deutscher Buchdrucker und Zeitungsverleger
- Lucius, Johann Andreas (1625–1686), deutscher lutherischer Theologe und sächsischer Oberhofprediger
- Lucius, Johann Anton (1742–1810), deutscher Fabrikant
- Lucius, Johann Christian (1728–1785), Politiker Reichsstadt Frankfurt
- Lucius, Johann Jacob (1761–1826), Politiker Freie Stadt Frankfurt
- Lucius, Karl (1858–1927), sächsischer Generalleutnant
- Lucius, Ludwig (1577–1642), Schweizer evangelisch-reformierter Theologe und Hochschullehrer
- Lucius, Peter (1590–1656), deutscher Buchdrucker
- Lucius, Reinhart von (1906–1996), deutscher Diplomat
- Lucius, Robert von (* 1949), deutscher Journalist
- Lucius, Sebastian (1781–1857), deutscher Kaufmann und Textil-Unternehmer
- Lucius, Sebastian, deutscher Maler
- Lucius, Theo (* 1976), niederländischer Fußballspieler
- Lucius, Walter (* 1954), niederländischer Schriftsteller
- Lucius, Wulf D. von (* 1938), deutscher Verleger, Publizist und Bibliophiler

### Luck
- Luck und Witten, Philipp von (1739–1803), preußischer Oberst und Ritter des Ordens Pour le Mérite
- Lück, Albert (1887–1974), deutscher Bauunternehmer
- Lück, Alfred (1912–1982), deutscher siegerländischer Archivar und Heimatforscher
- Luck, Andrew (* 1989), US-amerikanischer American-Football-SpielerAndrew Luck (* 1989)

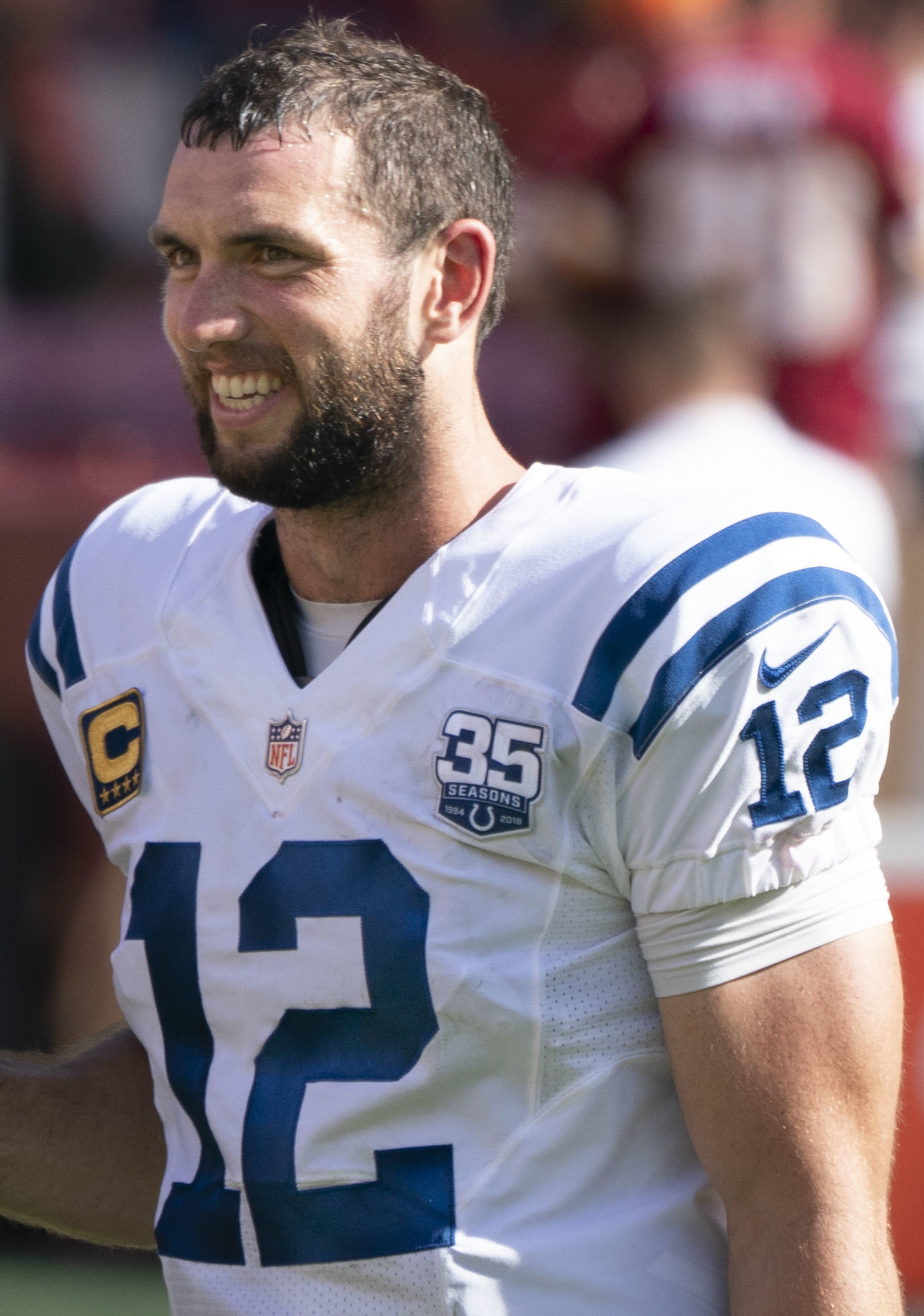
Andrew Luck (* 1989)

- Lück, Angela (* 1959), deutsche Politikerin (SPD), MdL
- Lück, Anne (* 1979), deutsche Illustratorin
- Luck, Arthur (1895–1962), deutscher Gewerkschaftsfunktionär (USPD/SPD/KPD/SED)
- Lück, Brigitte, deutsche Handballspielerin
- Luck, Charles (1886–1981), britischer Turner
- Lück, Christhard (* 1967), deutscher evangelischer Theologe und Religionspädagoge
- Luck, Christoph Georg von († 1766), preußischer Oberst, Chef des Garnisonsregiments Nr. 1
- Lück, Conradine (1885–1959), deutsche Schriftstellerin, Lyrikerin und Buchautorin
- Luck, Constantin (1855–1916), deutscher Fotograf und Kunstsammler
- Lück, Daniel (* 1991), deutscher Fußballtorhüter
- Lück, Erich (1907–1959), deutscher Politiker (SPD)
- Lück, Ernst (1933–2016), deutscher Politiker (SPD), MdL
- Luck, Ethan (* 1978), US-amerikanischer Gitarrist
- Luck, Fee (* 1995), deutsche Kinderdarstellerin
- Luck, Frank (* 1967), deutscher BiathletFrank Luck (* 1967)

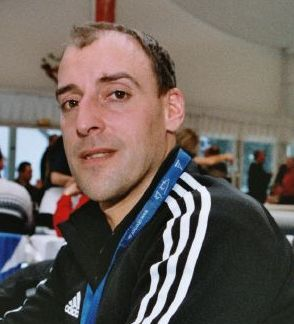
Frank Luck (* 1967)

- Lück, Fritz (1880–1967), deutscher Filmarchitekt, Bühnenbildner und Maler
- Luck, Gary E. (1937–2024), US-amerikanischer Offizier, Generalmajor der US Army
- Luck, Georg (1926–2013), schweizerisch-US-amerikanischer Klassischer Philologe
- Lück, Gisela (* 1957), deutsche Pädagogin
- Luck, Hans von (1775–1859), preußischer General der Infanterie, Ritter des Schwarzen Adlerordens
- Luck, Hans von (1911–1997), deutscher Offizier der Reichswehr und der Wehrmacht
- Lück, Hans-Joachim (* 1953), deutscher Ruderer
- Luck, Harry (* 1972), deutscher Journalist
- Lück, Heidi (* 1943), deutsche Politikerin (SPD), MdL
- Lück, Heiner (* 1954), deutscher Rechtswissenschaftler
- Lück, Heinz G. (1929–2017), deutscher Schauspieler, Regisseur und Dozent/Professor
- Lück, Helmut (1945–2024), deutscher Journalist und Politiker (CDU in der DDR)
- Lück, Helmut (* 1952), deutscher Fußballspieler
- Lück, Helmut E. (* 1941), deutscher Sozialpsychologe, Psychologiehistoriker, Hochschullehrer und Autor
- Lück, Ingolf (* 1958), deutscher Schauspieler, Moderator und ComedianIngolf Lück (* 1958)

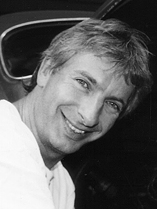
Ingolf Lück (* 1958)

- Luck, Jay (* 1940), US-amerikanischer Hürdenläufer
- Luck, Johann Peter Carl (1797–1868), deutscher Kaufmann und Schriftsteller
- Luck, Johann Philipp Wilhelm (1728–1791), Hofprediger in Michelstadt, Kirchenlieddichter und Schriftsteller
- Lück, Johannes Baptist (1909–2000), deutscher Geistlicher, römisch-katholischer Bischof von Aliwal
- Luck, Karl-Heinz (1945–2024), deutscher Nordischer Kombinierer
- Luck, Kaspar Fabian Gottlieb von (1723–1797), preußischer Generalmajor, Chef des Infanterieregiments Nr. 53, Amtshauptmann von Alt Ruppin
- Luck, Kassandra (* 1993), Schweizer Unihockeyspielerin
- Lück, Kurt (1900–1942), deutscher Volkskundler und Minderheitenaktivist in Polen
- Luck, Leopold von (1740–1813), preußischer Offizier, zuletzt Generalmajor
- Lück, Lily (* 2000), deutsche Schauspielerin
- Luck, Ludolf von (1817–1895), preußischer Staatsanwalt und Politiker
- Luck, Ludolph Wilhelm von (1742–1820), preußischer Leutnant, Geheimrat, Landrat und Kammerpräsident
- Lück, Matthias (* 1980), deutscher Basketballspieler
- Luck, Nadine (* 1976), deutsche Autorin und Journalistin
- Luck, Oliver (* 1960), US-amerikanischer Sportfunktionär
- Luck, Otto von (1879–1918), deutscher Korvettenkapitän der Kaiserlichen Marine
- Luck, Peter (* 1942), deutscher Sportmediziner
- Lück, Regine (* 1954), deutsche Politikerin (Die Linke), MdL
- Lück, Robert (1851–1930), deutscher Altphilologe und Schulleiter
- Lück, Sandra (* 1974), deutsche Politikerin (Tierschutzpartei)
- Luck, Sophie (* 1989), australische Schauspielerin
- Lück, Stefanie (* 1990), deutsche Dartspielerin
- Lück, Stephan (1806–1883), deutscher Theologe, Kirchenmusiker und Herausgeber
- Lück, Stephan (* 1967), deutscher Ernährungswissenschaftler
- Lück, Theo (1921–2012), deutscher Politiker (SPD), MdL
- Lück, Thomas (1943–2019), deutscher SchlagersängerThomas Lück (1943–2019)
- Lück, Thomas (* 1981), deutscher Kanute

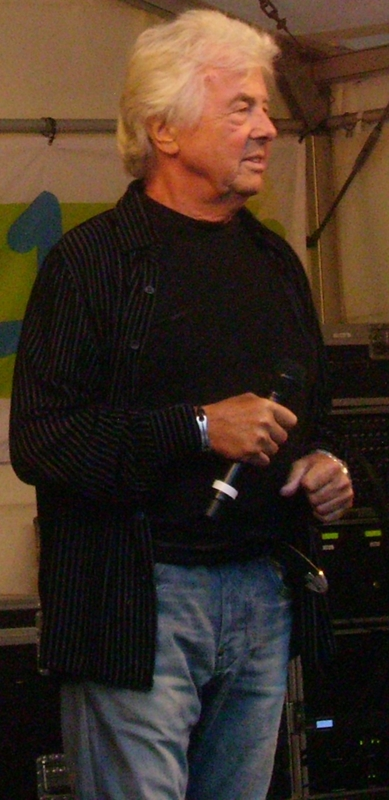
Thomas Lück (1943–2019)

- Luck, Ulrich (1923–1998), deutscher evangelischer Theologe (Neutestamentler) und Hochschullehrer
- Luck, Viktor von (1842–1928), deutscher Gutsbesitzer und Mitglied des preußischen Abgeordnetenhauses
- Luck, Werner (1922–2008), deutscher Chemiker und Hochschulprofessor
- Lück, Wolfgang (* 1957), deutscher Mathematiker
- Luck, Zoe (* 1995), deutsche Schauspielerin

#### Lucka
- Lucka, Emil (1877–1941), österreichischer Schriftsteller
- Luckas, Johannes (* 1980), deutscher Bodybuilder, Bankdrücker, Personaltrainer und YouTuber
- Luckas, Manfred (* 1965), deutscher Autor, Lektor und Literaturwissenschaftler
- Luckassen, Derrick (* 1995), niederländischer Fußballspieler
- Luckassen, Kevin (* 1993), niederländischer Fußballspieler
- Luckau, Thomas (* 1957), deutscher Schwimmer und Trainer

#### Lucke
- Lücke, Albert (1829–1894), deutscher Chirurg und Hochschullehrer
- Lucke, Albrecht von (* 1967), deutscher Publizist und JournalistAlbrecht von Lucke (* 1967)

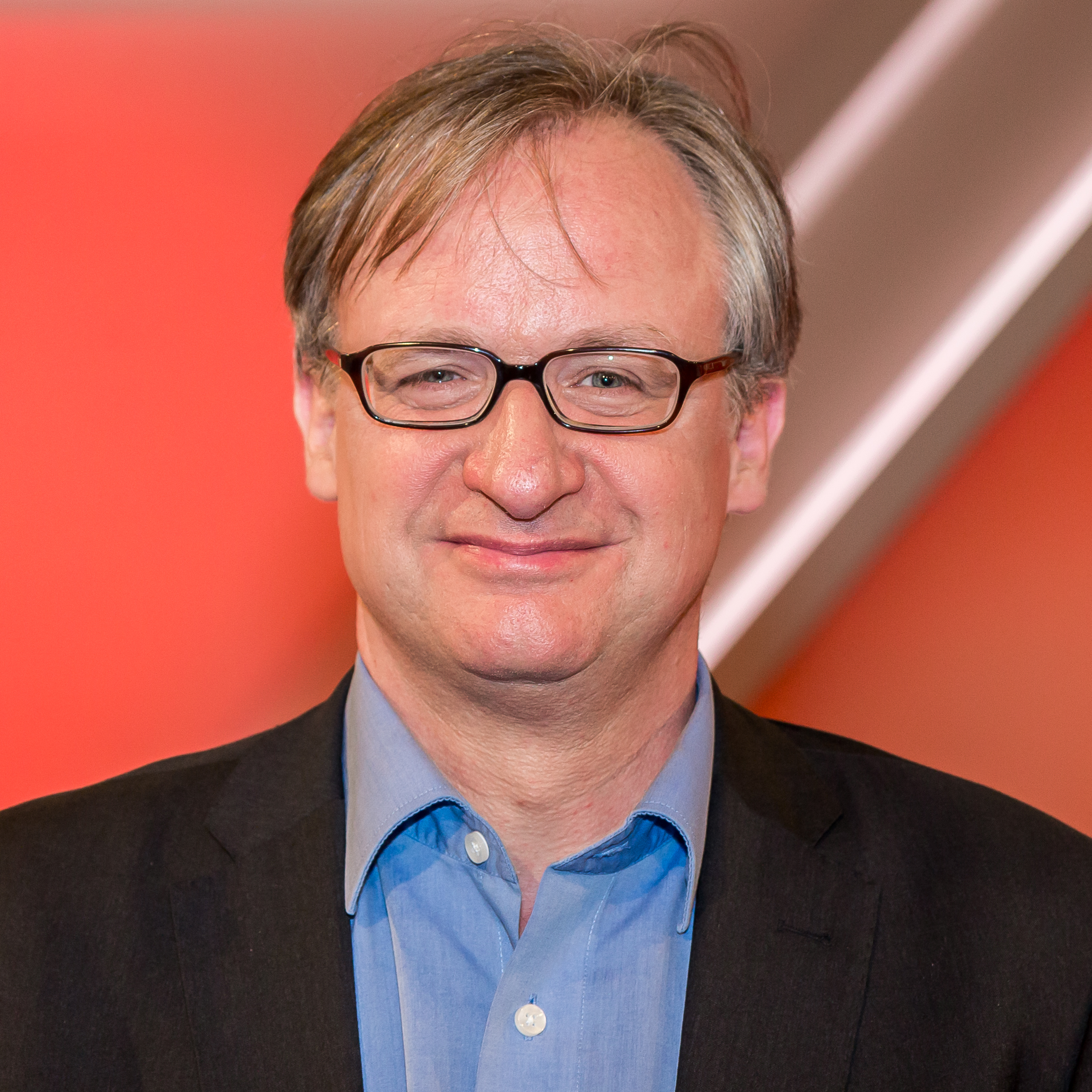
Albrecht von Lucke (* 1967)

- Lucke, Anton von (* 1989), deutscher Schauspieler
- Lucke, Arthur von (* 1865), deutscher Landrat
- Lucke, Astrid (* 1939), deutsche Keramikerin
- Lucke, Bernd (* 1962), deutscher Ökonom, Politiker (Wir Bürger) und MdEP
- Lücke, Bruno (1907–1962), deutscher Politiker (CDU), MdA
- Lucke, Carl (1840–1914), deutscher Gutspächter und Politiker, MdR
- Lücke, Carl (1863–1934), deutscher Verwaltungsbeamter, Parlamentarier und Richter
- Lücke, Constantin (* 1979), deutscher Schauspieler
- Lucke, Doris (* 1953), deutsche Soziologin
- Lucke, Ernst (1873–1947), deutscher Politiker (WP), MdR
- Lucke, Ferdinand (* 1802), Domänenpächter, Reichstagsabgeordneter
- Lücke, Friedrich (1791–1855), evangelischer Theologe, Universitätsprofessor und Abt
- Lucke, Fritz (1902–1991), deutscher Journalist
- Lucke, Gabriele (* 1970), deutsche Tennisspielerin
- Lucke, Gerd (* 1943), deutscher Keramiker und Restaurator
- Lucke, Gottlob Sebastian von (1745–1762), deutscher Dichter
- Lucke, Hannfried (* 1964), deutscher Organist und Hochschullehrer
- Lucke, Hans (1892–1983), deutscher Ingenieur und Schriftsteller
- Lucke, Hans (1927–2017), deutscher Schauspieler, Autor und Regisseur
- Lucke, Hans von (1842–1911), deutscher Verwaltungsbeamter, Rittergutsbesitzer und Parlamentarier
- Lücke, Hans-Karl (1927–2009), deutscher Kunsthistoriker
- Lücke, Heinrich (1891–1970), Lehrer, Heimatforscher und Autor in Südniedersachsen
- Lücke, Heinz (1903–1977), deutscher Politiker (DP), MdL
- Lücke, Hermann (1895–1976), deutscher Politiker (SPD), MdBB
- Lücke, Hermann (* 1920), deutscher Politiker (DP), MdL
- Lücke, Ida (1838–1920), deutsche Begründerin mehrerer Stiftungen
- Lucke, Jens M. (* 1960), deutscher Autor, Journalist und Übersetzer
- Lücke, Johannes (1888–1933), deutscher Gewerkschaftler und NS-Opfer
- Lücke, Johannes (1901–1968), deutscher Politiker (SPD), MdB
- Lucke, Jörg (* 1942), deutscher Ruderer und Olympiasieger
- Lücke, Jörg (1944–2002), deutscher Rechtswissenschaftler
- Lucke, Jörn von (* 1971), deutscher Wissenschaftler
- Lücke, Julien (* 1985), deutscher Fußballspieler
- Lucke, Karl (1889–1945), deutscher politischer Funktionär, SA-Führer, Mitglied des Badischen Landtags
- Lucke, Karsten (* 1974), deutscher Politiker (SPD)
- Lücke, Ludwig († 1780), deutscher Bildhauer
- Lücke, Martin (* 1975), deutscher Geschichtsdidaktiker und Historiker
- Lucke, Martin (* 1988), deutscher Politiker (CDU), MdL NRW
- Lucke, Michael (1955–2017), deutscher Schauspieler
- Lücke, Monika (* 1958), deutsche Historikerin
- Lücke, Norbert (* 1950), deutscher Fußballspieler und Vereinsvorsitzender
- Lücke, Norbert (* 1970), deutscher Schachspieler
- Lücke, Paul (1914–1976), deutscher Bauminister und InnenministerPaul Lücke (1914–1976)

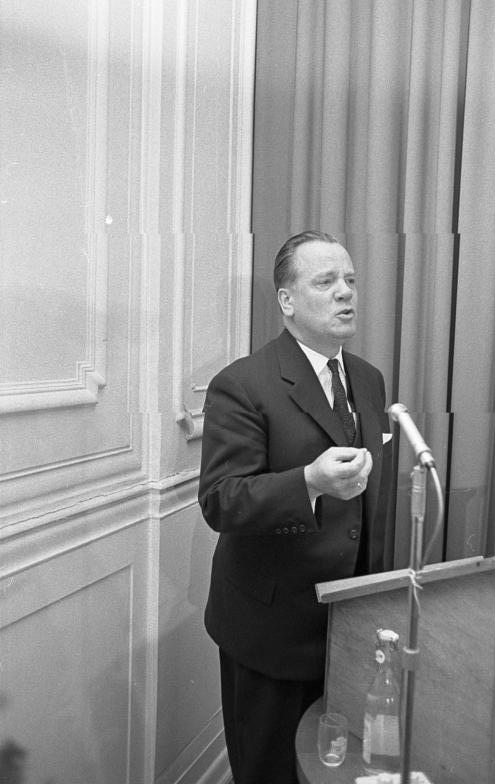
Paul Lücke (1914–1976)

- Lucke, Philipp von (1872–1931), deutscher Verwaltungsbeamter und Rittergutsbesitzer
- Lücke, Pia (* 1977), dänisches Model, Schauspielerin und Autorin
- Lucke, Richard (1858–1928), deutscher Verwaltungsjurist
- Lucke, Rudolf von (1851–1930), deutscher Politiker und Rittergutsbesitzer
- Lucke, Theodor (* 1859), deutscher Landrat, Mitglied des Provinziallandtages der Provinz Hessen-Nassau
- Lucke, Ulrike (* 1975), deutsche Informatikerin und Hochschullehrerin
- Lücke, Wessel (1937–2022), deutscher Basketballfunktionär
- Lucke, Willi (1913–2011), deutscher Politiker (CSU), MdL Bayern
- Lücke, Wolfgang (1926–2021), deutscher Wirtschaftswissenschaftler und Hochschullehrer
- Lücke, Wolfgang (* 1956), deutscher Agrarwissenschaftler und Hochschullehrer
- Lücke-David, Susanne (1933–2024), deutsche Kunsthistorikerin und Sachbuchautorin
- Lückel, Lena (* 1995), deutsche Fußballspielerin
- Lückel, Ludwig (1868–1929), deutscher Politiker (SPD), MdL Volksstaat Hessen
- Luckeln, Conrad, deutscher Formschneider und Gießer
- Lückemann, Clemens (* 1954), deutscher Jurist
- Lückemeier, Lars (* 1994), deutscher Volleyball- und Beachvolleyballspieler
- Lückemeier, Peter (1950–2023), deutscher Sachbuchautor und Journalist
- Luckemeyer, Carl (1801–1875), deutscher Unternehmer und Politiker
- Lücken, Eberhard von (1864–1925), deutscher Verwaltungsbeamter
- Lücken, Gottfried von (1883–1976), deutscher Klassischer Archäologe
- Lücken, Iwar von (1874–1940), deutscher Aristokrat, Lyriker und Bohemien
- Lücken, Kurt (1900–1972), deutscher Nationalökonom, Landgerichtsdirektor und Hochschullehrer
- Lücken, Ludwig von (1831–1885), deutscher Rittergutsbesitzer und Parlamentarier
- Lücken, Robert (* 1985), niederländischer Ruderer
- Luckenbach, Heinz (1913–1985), deutscher Maler
- Luckenbach, Helga (* 1935), deutsche Ökonomin, Professorin für Volkswirtschaftslehre
- Luckenbach, Hermann (1856–1949), deutscher Altphilologe und Gymnasiallehrer
- Luckenbach, Reiner (1941–2011), deutscher Chemiker
- Luckenbach, Werner (1900–1982), deutscher Apotheker
- Luckenbill, Daniel David (1881–1927), US-amerikanischer Altorientalist
- Luckeneder, Andreas (1812–1890), österreichischer Stadtbaumeister
- Luckeneder, Felix (* 1994), österreichischer Fußballspieler
- Lückenhaus, Alfred, deutscher Journalist
- Lückenkemper, Gina (* 1996), deutsche LeichtathletinGina Lückenkemper (* 1996)

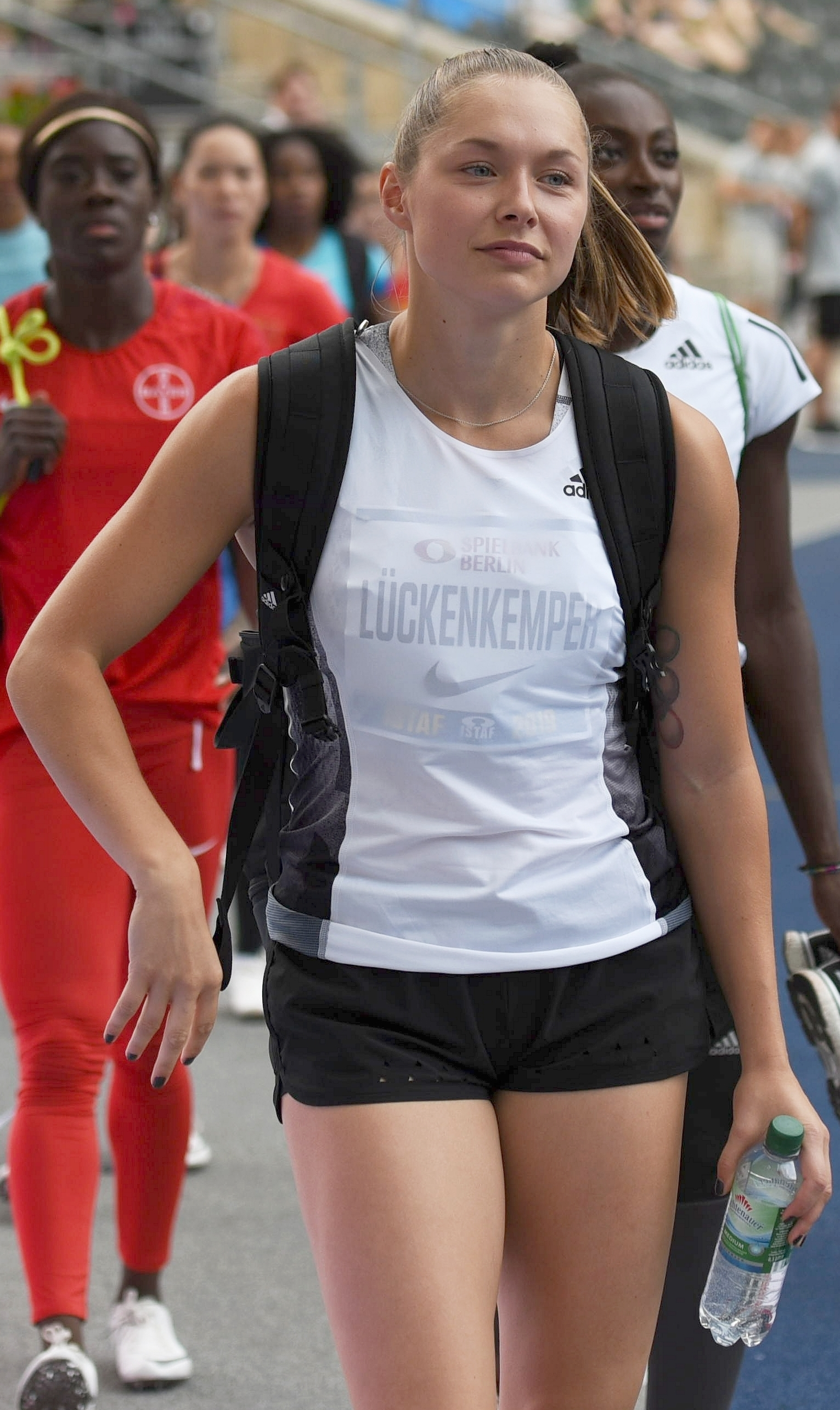
Gina Lückenkemper (* 1996)

- Lücker, Alfred (1931–2008), deutscher Hockeyspieler
- Lücker, Arno (* 1979), deutscher Komponist
- Lücker, Björn (* 1967), deutscher Jazzmusiker
- Lucker, Dietmar (* 1937), deutscher Fußballspieler
- Lucker, Elisabeth (1914–2008), deutsche Psychologin und Hochschullehrerin
- Lücker, Hans August (1915–2007), deutscher Politiker (CSU), MdB, MdEP
- Lücker, Johann Josef (1821–1900), deutscher Porträt-, Genre-, Landschafts- und Kirchenmaler
- Lücker, Joop (1914–1980), niederländischer Journalist und Chefredakteur
- Lucker, Katja (* 1969), deutsche Festivalkuratorin und Kulturmanagerin
- Lücker, Martin (* 1953), deutscher Organist
- Lucker, Mitch (1984–2012), US-amerikanischer Metal-MusikerMitch Lucker (1984–2012)

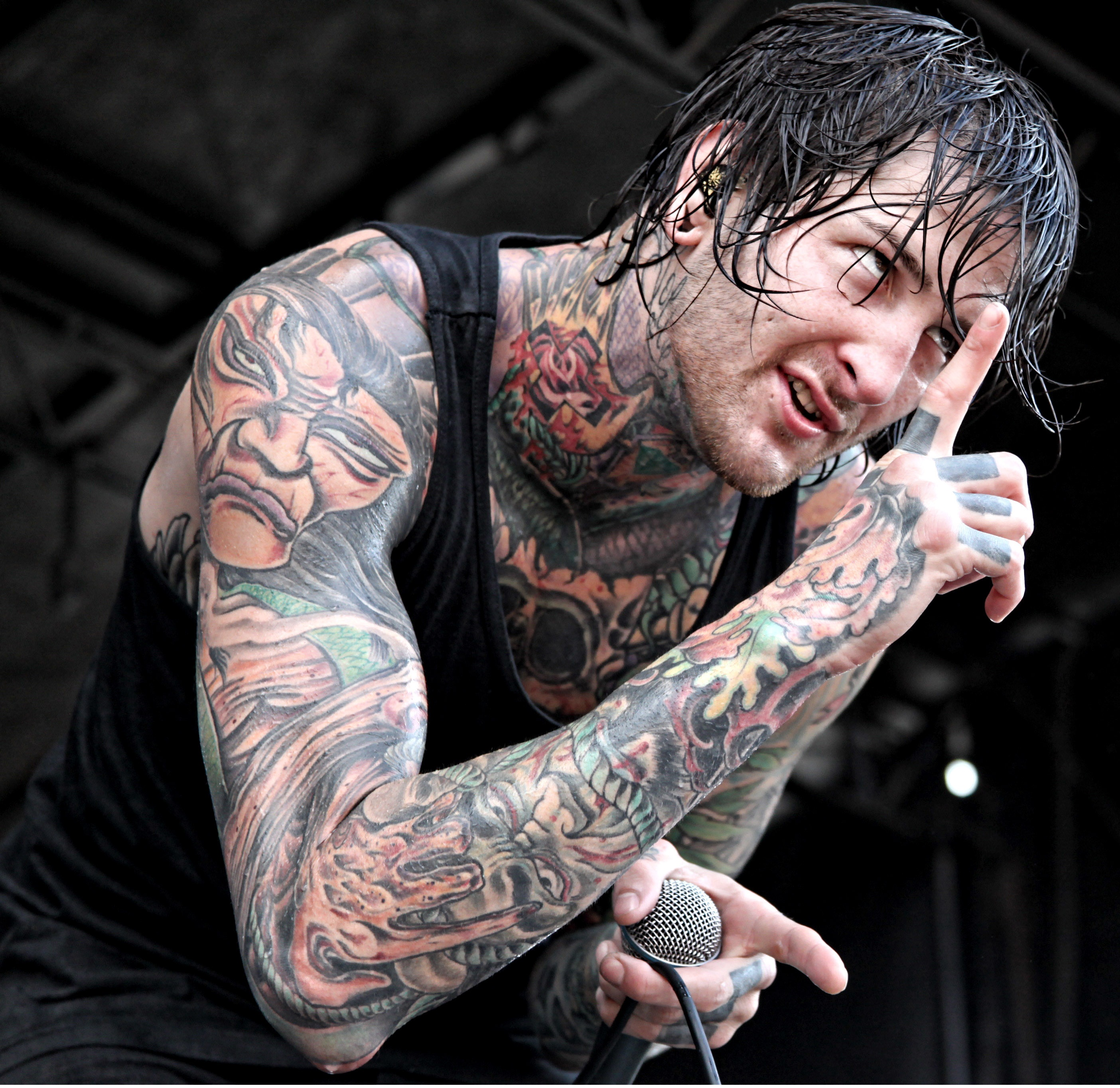
Mitch Lucker (1984–2012)

- Lücker, Paul (1847–1931), deutscher Arzt und Politiker
- Lücker, Peter (1875–1957), deutscher Schulleiter, Heimatforscher und Ehrenbürger von Weitefeld
- Lücker, Peter (1933–2022), deutscher Pharmakologe, Hochschullehrer, Dirigent und Kommunalpolitiker (FDP)
- Lücker, Walther (* 1957), deutscher Journalist und Fotograf
- Lückerath, Carl August (* 1936), deutscher Historiker und Geschichtsdidaktiker
- Lückerath-Rovers, Mijntje (* 1968), niederländische Wirtschaftswissenschaftlerin und Hochschullehrerin
- Lückeroth, Jupp (1919–1993), deutscher Maler
- Lückert León, Roberto (1939–2024), venezolanischer Geistlicher, römisch-katholischer Erzbischof von Coro
- Lückert, Brigitte (1943–2020), deutsche Pädagogin und Politikerin (SPD)
- Lückert, Heinz-Rolf (1913–1992), deutscher Psychologe und Hochschullehrer
- Lückert, Manfred (1947–2021), deutscher Historiker und Autor zur Thüringer und hessischen Geschichte
- Lückert, Wilfried (1920–2015), deutscher Jurist und Oberkreisdirektor des Kreises Wittgenstein
- Lückert, Wilhelm (1905–1970), deutscher Pädagoge
- Luckett, LeToya (* 1981), US-amerikanische R&B-SängerinLeToya Luckett (* 1981)

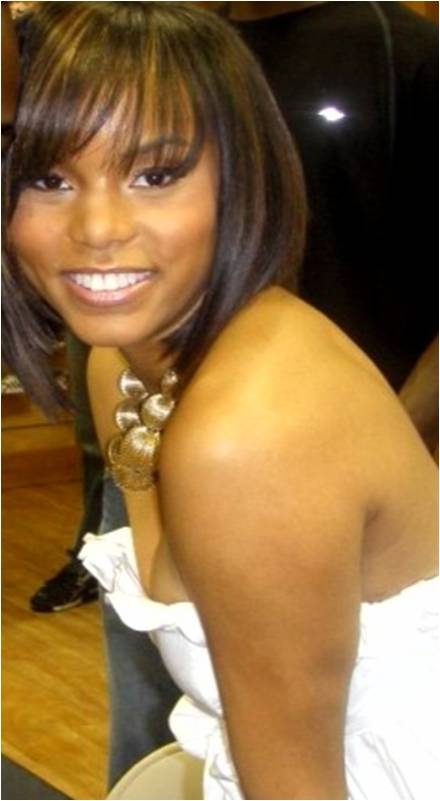
LeToya Luckett (* 1981)

- Luckett, Phil, US-amerikanischer Schiedsrichter im American Football
- Luckey, Bud (1934–2018), US-amerikanischer Animator und Illustrator
- Luckey, Hans (1900–1976), baptistischer Theologe und Pastor sowie freikirchlicher Historiker
- Luckey, Henry Carl (1868–1956), US-amerikanischer Politiker
- Luckey, Karin (* 1956), deutsche Sozial- und Erziehungswissenschaftlerin
- Luckey, Klaus-Jürgen (1934–2001), deutscher Bildhauer
- Luckey, Manfred (* 1949), deutscher Politiker (CDU), MdL
- Luckey, Matthias (* 1982), deutscher Schauspieler
- Luckey, Palmer (* 1992), US-amerikanischer Erfinder
- Luckey, Susan (1938–2012), US-amerikanische Schauspielerin
- Luckey, Warren (1920–2005), US-amerikanischer Jazzmusiker

#### Luckh
- Luckhard, Fritz (1878–1965), deutscher Studiendirektor und Heimatforscher
- Luckhardt, August (1806–1884), Rechtsanwalt und Landtagsabgeordneter
- Luckhardt, Emil (1880–1914), deutscher Übersetzer des Liedes „Die Internationale“ (Hymne der Sowjetunion 1922–1944)
- Luckhardt, Fritz (1843–1894), österreichischer Photograph
- Luckhardt, Hans (1890–1954), deutscher Architekt, Neues Bauen, Der Ring
- Luckhardt, Jochen (* 1952), deutscher Kunsthistoriker und Museumsdirektor
- Luckhardt, Karl Heinz (1932–2019), deutscher Politiker (SPD), MdL
- Luckhardt, Wassili (1889–1972), deutscher Architekt
- Luckhaus, Alfred (1871–1923), deutscher Verwaltungsbeamter
- Luckhaus, Edward (1910–1975), deutsch-polnischer Dreispringer
- Luckhaus, Iris (* 1973), deutsche Illustratorin und Designerin
- Luckhaus, Stephan (* 1953), deutscher Mathematiker
- Luckhoo, Edward Victor (1912–1998), guyanischer Generalgouverneur und Präsident Guyanas
- Luckhoo, Lionel (1914–1997), Rechtsanwalt, Diplomat und Politiker in Guyana

#### Lucki
- Luckie, James Buckner (1833–1908), US-amerikanischer Arzt
- Luckinbill, Laurence (* 1934), US-amerikanischer SchauspielerLaurence Luckinbill (* 1934)

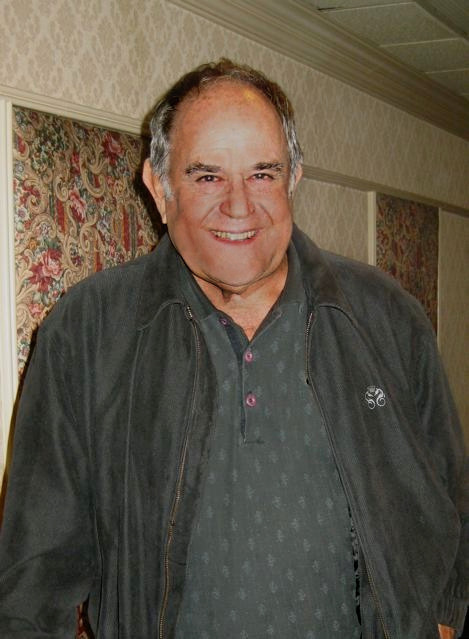
Laurence Luckinbill (* 1934)

- Luckinbill, Thad (* 1975), US-amerikanischer Schauspieler und Produzent
- Lucking, Alfred (1856–1929), britisch-amerikanischer Politiker
- Lücking, Georg (1912–1992), deutscher Bauingenieur und Verbandsfunktionär
- Lücking, Heinrich (1884–1968), deutscher Politiker (SPD), MdL
- Lücking, Karl (1893–1976), deutscher evangelischer Theologe
- Lucking, Martyn (* 1938), britischer Kugelstoßer
- Lucking, William (1941–2021), US-amerikanischer Film- und Theaterschauspieler
- Lücking-Michel, Claudia (* 1962), deutsche Theologin und Politikerin (CDU), MdB
- Luckis, Markas (1905–1973), litauisch-argentinischer Schachspieler

#### Luckm
- Luckman, Sid (1916–1998), US-amerikanischer American-Football-Spieler
- Luckmann, Benita (1925–1987), US-amerikanische Soziologin
- Luckmann, Felix (* 1891), österreichischer Politiker (NSDAP), Landtagsabgeordneter
- Lückmann, Rudolf (* 1958), deutscher Architekt und Hochschullehrer
- Luckmann, Thomas (1927–2016), deutsch-amerikanischer Soziologe

#### Luckn
- Luckner, Adam von (1802–1877), preußischer Verwaltungsbeamter, Gutsbesitzer und Landrat
- Luckner, Ernst-Günther von (1919–1993), deutscher Klosterpropst von Uetersen
- Luckner, Felix Graf von (1881–1966), deutscher Seeoffizier, Kommandant des Hilfskreuzers SMS Seeadler im Ersten Weltkrieg und SchriftstellerFelix Graf von Luckner (1881–1966)

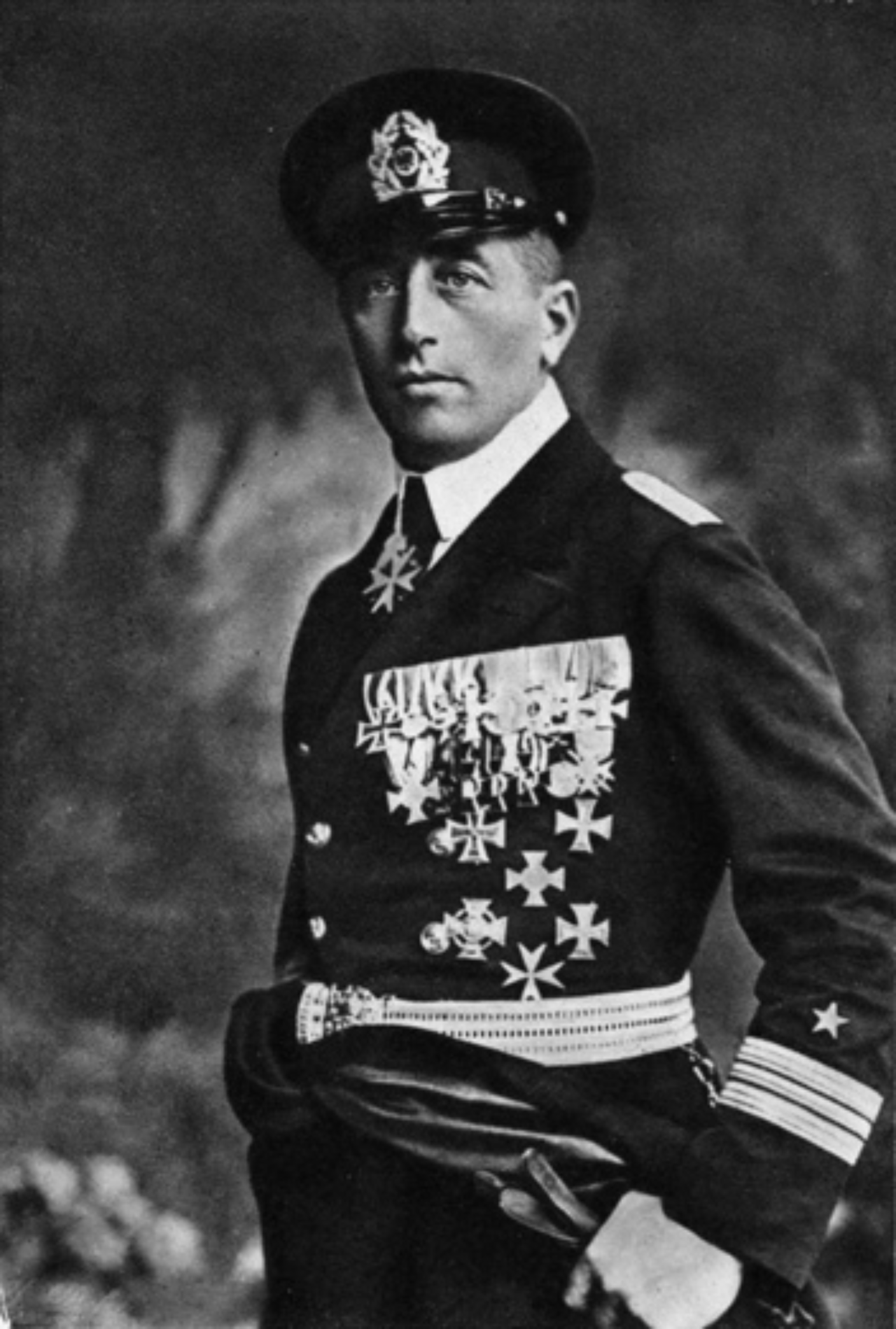
Felix Graf von Luckner (1881–1966)

- Luckner, Gertrud (1900–1995), christliche Widerstandskämpferin, Pazifistin
- Lückner, Harald (* 1957), schwedischer Eishockeyspieler, -trainer und -funktionär
- Luckner, Heinrich Graf (1891–1970), deutscher Maler und Graphiker
- Luckner, Helmut (1937–2012), deutscher Motorjournalist
- Luckner, Hubertus von (* 1954), deutscher Bankangestellter und Klosterpropst
- Luckner, Ludwig (* 1940), deutscher Naturwissenschaftler
- Luckner, Martin (1935–2004), deutscher Biochemiker und Pharmazeut
- Luckner, Michaela (* 1963), deutsche Volleyballspielerin
- Luckner, Nikolaus Graf von (1894–1966), deutscher Generalmajor
- Luckner, Nikolaus von (1722–1794), Marschall von FrankreichNikolaus von Luckner (1722–1794)

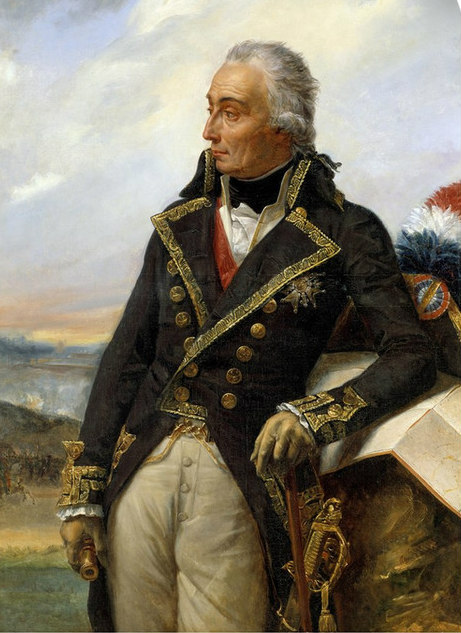
Nikolaus von Luckner (1722–1794)

- Luckner, Willi (1896–1975), deutscher Politiker (NSDAP), MdR, MdL
- Luckner, Wolf Graf von (1896–1971), deutscher Generalmajor der Wehrmacht

#### Lucko
- Lucko, Peter (* 1943), deutscher Anglist
- Lückoff, Dietrich (1957–2014), deutscher Schriftsteller, Übersetzer, Dichter und Lyriker
- Luckovich, Mike (* 1960), US-amerikanischer Karikaturist
- Luckow, Carl (1828–1885), deutscher Architekt und mecklenburgischer Baubeamter
- Luckow, Dirk (* 1958), deutscher Kunsthistoriker und Kurator
- Luckow, Emil (1859–1939), deutscher Arzt und Turnlehrer
- Luckow, Gero (1928–2016), deutscher Politiker (CDU), MdA
- Luckow, Melissa Ann (* 1948), US-amerikanische Botanikerin

#### Lucks
- Lucks, Anke (* 1974), deutsche Jazzmusikerin (Posaune, Komposition)
- Lucks, Annette (* 1952), deutsche Malerin, Zeichnerin, Grafikerin und Keramikerin
- Lucks, Günter (1928–2022), deutscher Autor
- Lucks, Hans (1927–1984), deutscher Politiker (CDU), MdBB
- Lucks, Max (* 1997), deutscher Politiker (Grüne Jugend)Max Lucks (* 1997)

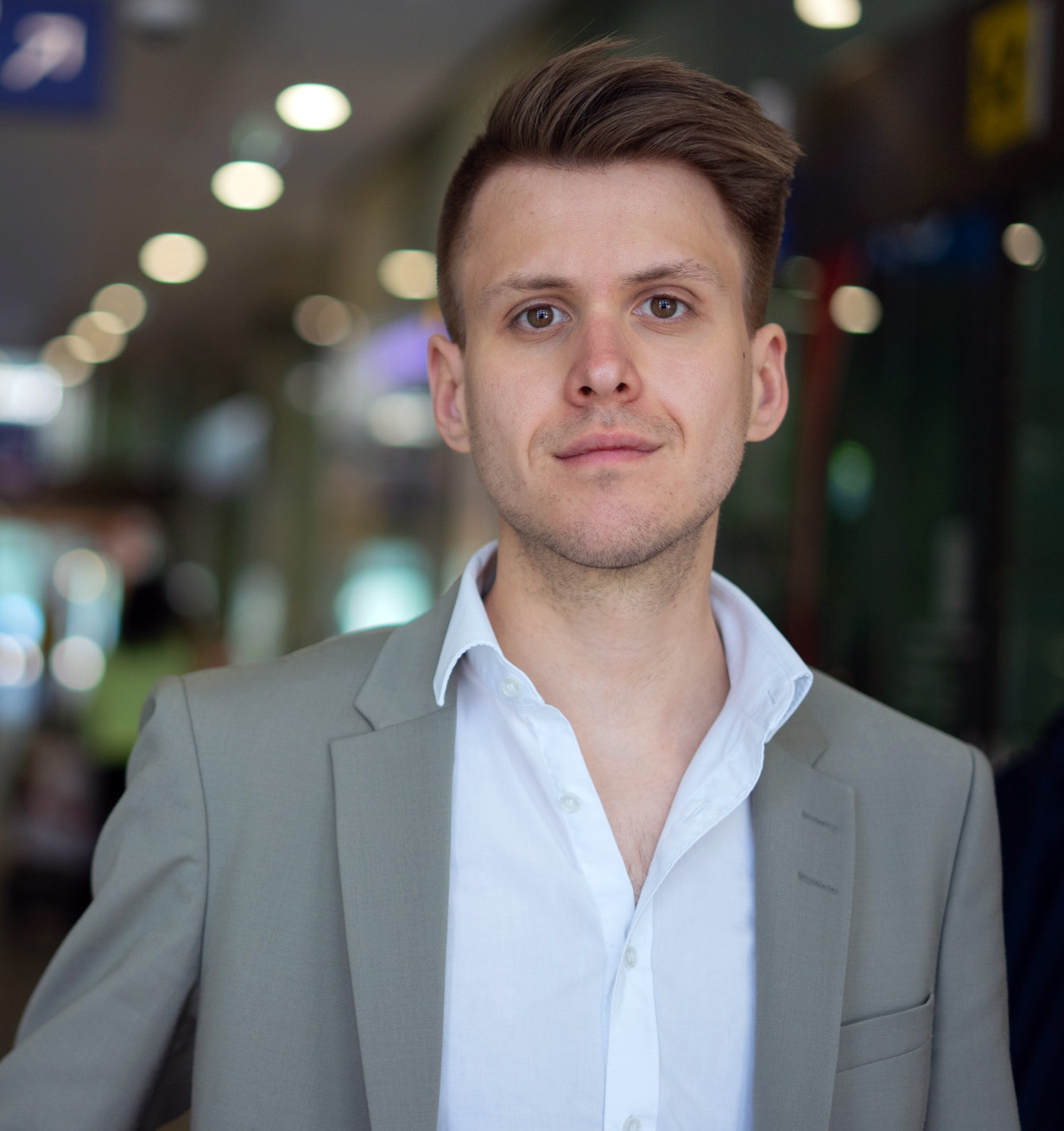
Max Lucks (* 1997)

- Luckscheiter, Karl (1857–1919), deutscher Architekt

#### Luckw
- Luckwald, Erich von (1884–1969), deutscher Diplomat
- Luckwald, Olga von (* 1991), deutsche Schauspielerin
- Luckwaldt, Friedrich (1875–1945), deutscher Historiker
- Luckwell, Ben (* 1966), britischer Radrennfahrer

#### Lucky
- Lucky Jim, schottischer Sänger und Autor
- Lucky Luke (* 1999), litauischer Musikproduzent
- Lucky, Anthony Amos (* 1940), trinidadischer Richter am Internationalen Seegerichtshof
- Lucky, Robert W. (1936–2022), US-amerikanischer Elektroingenieur
- Lucký, Štěpán (1919–2006), tschechoslowakischer Komponist und Musikwissenschaftler

### Luco
- Luco, Jorge (1934–2014), chilenischer Fußballspieler
- Luco, Ramón Barros (1835–1919), chilenischer Politiker
- Luco, Roberto (1907–1974), chilenischer Fußballspieler
- Luçon, Louis (1842–1930), französischer Kardinal der römisch-katholischen Kirche und Erzbischof von Reims
- Lucoqui, Anderson (* 1997), deutsch-angolanischer FußballspielerAnderson Lucoqui (* 1997)

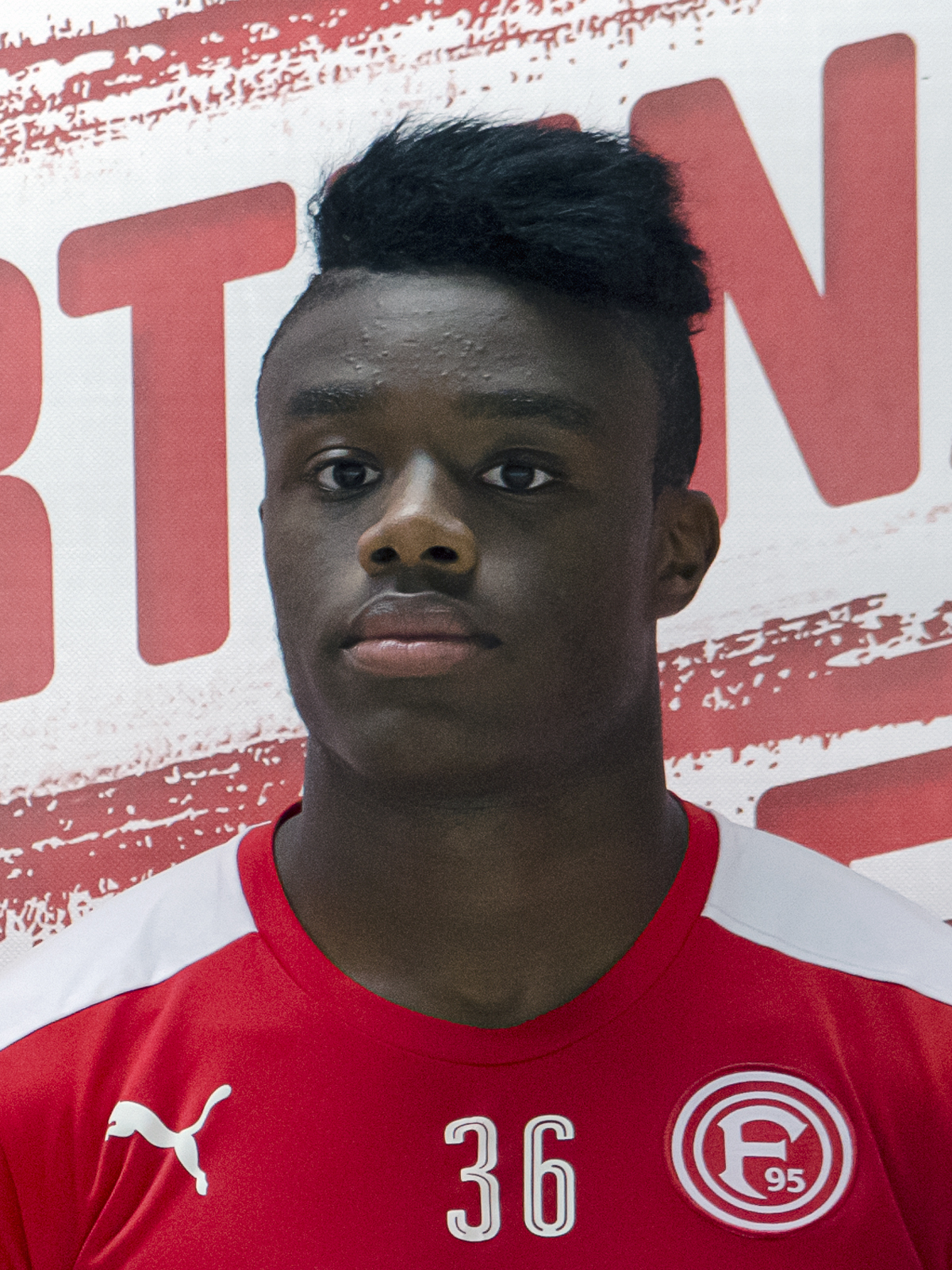
Anderson Lucoqui (* 1997)

- Lucotte, Edme Aimé (1770–1825), französischer Divisionsgeneral
- Lucotte, Jacques-Raymond (1739–1811), französischer Architekt und Enzyklopädist
- Lucotti, Luigi (1893–1980), italienischer Radrennfahrer
- Lucovnicova, Olga (* 1991), moldawische Filmregisseurin, Drehbuchautorin und Kamerafrau

### Lucr
- Lucraft, Howard (1916–2011), britischer Journalist und Komponist
- Lucrecia, kubanische Schauspielerin und Sängerin
- Lucretia, Gattin des Lucius Tarquinius CollatinusLucretia

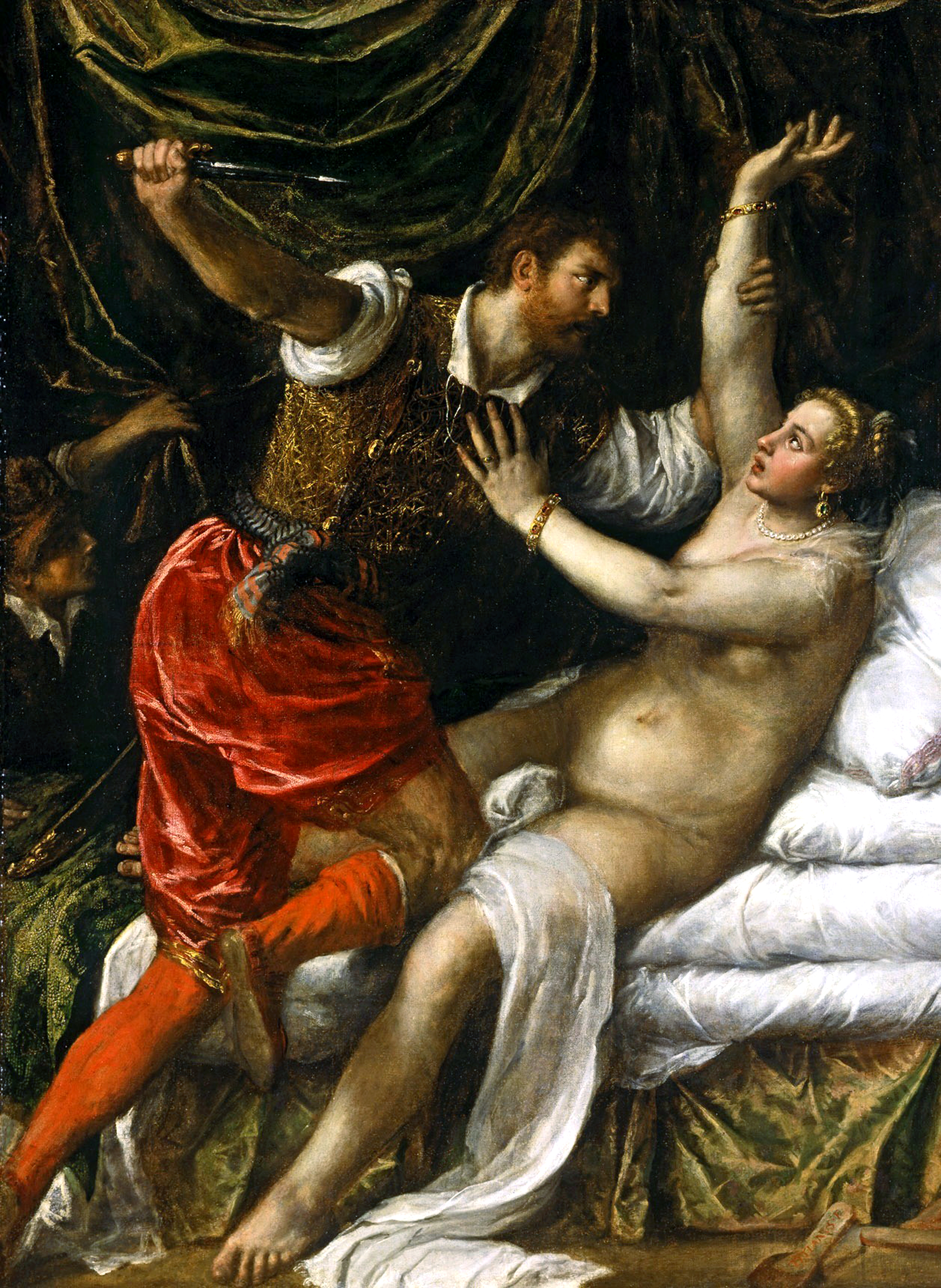
Lucretia

- Lucretius, antiker römischer Toreut
- Lucretius Ofella, Quintus († 81 v. Chr.), römischer Offizier
- Lucretius Peregrinus, Marcus, römischer Ritter (Kaiserzeit)
- Lucretius Tricipitinus, Spurius, römischer Suffektkonsul 509 v. Chr.
- Lucretius Tricipitinus, Titus, römischer Konsul 508 und 504 v. Chr.
- Lucretius Trio, Gnaeus, römischer Münzmeister 136 v. Chr.
- Lucretius Vespillo, Quintus, römischer Politiker und Militär
- Lucrezia di Cosimo de’ Medici (1545–1562), florentinische Adlige
- Lucroy, Jonathan (* 1986), US-amerikanischer Baseballspieler
- Lucry (* 1990), deutsch-kubanischer Rapper

### Lucu
- Lucullus, Lucius Licinius (117 v. Chr.–56 v. Chr.), römischer Feldherr und Konsul
- Lucumí, Jhon (* 1998), kolumbianischer Fußballspieler
- Lucunde, Mário (1957–2023), angolanischer Geistlicher, römisch-katholischer Bischof von Menongue
- Lucusta († 69), römische Giftmischerin

### Lucy
- Lucy of Bolingbroke, Countess of Chester
- Lucy, Adrien (1794–1875), französischer Maler und Zeichner
- Lucy, Anthony de, 3. Baron Lucy († 1368), englischer Adliger und Militär
- Lucy, Anthony, 1. Baron Lucy († 1343), englischer Adliger und Militär
- Lucy, Arnold (1865–1945), englischer Film- und Theaterschauspieler
- Lucy, Autherine (1929–2022), US-amerikanische Pädagogin und Aktivistin
- Lucy, Godfrey de († 1204), Bischof von Winchester
- Lucy, Herbert (1929–1994), deutscher Gesamtbetriebsratsvorsitzender der Daimler-Benz AG
- Lucy, Just (* 1994), deutsche Pornodarstellerin und Webvideoproduzentin
- Lucy, Robert (1923–2009), Schweizer Turner
- Lucy, Thomas (1532–1600), englischer Friedensrichter und High Sheriff
- Lucy, Thomas de, 2. Baron Lucy († 1365), englischer Adliger und Militär
- Lucy, Tom (* 1988), britischer Ruderer
- Lucy, William († 1460), englischer Ritter
- Lucyga, Christine (* 1944), deutsche Politikerin (SPD), MdV, MdB

### Lucz
- Łuczak, Dariusz (* 1959), polnischer Jurist und Geheimdienstleiter
- Luczak, Grace (* 1989), US-amerikanische Ruderin
- Luczak, Hania (* 1958), deutsche Biochemikerin, Journalistin und Redakteurin
- Luczak, Hans-Jürgen (1943–2008), deutscher Ringer
- Luczak, Jan-Marco (* 1975), deutscher Jurist und Politiker (CDU), MdBJan-Marco Luczak (* 1975)

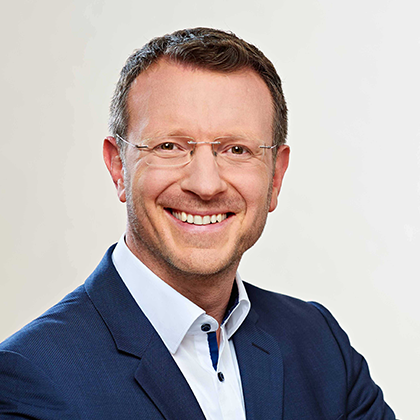
Jan-Marco Luczak (* 1975)

- Luczak, Kai (* 1966), deutscher Lichtgestalter
- Łuczak, Magdalena (* 2001), polnische Skirennläuferin
- Luczak, Peter (* 1979), australischer Tennisspieler
- Luczak, Thomas (* 1952), deutscher Architekt
- Łuczak, Tomasz (* 1963), polnischer Mathematiker und Hochschullehrer
- Luczak-Schwarz, Gabriele (* 1962), deutsche Kommunalpolitikerin (CDU)
- Luczensky, Manfred (* 1957), österreichischer Leiter der Fremdenpolizei, Büro für Waffen, Strafregisteramt, fremdenpolizeiliches Büro
- Luczensky, Othmar (1926–2006), österreichischer Manager und Sportfunktionär
- Luczkowski, Adalbert (1900–1971), deutscher Dirigent und Orchesterleiter
- Luczny, Alfons (1894–1985), deutscher Generalleutnant im Zweiten Weltkrieg